# Afghanistans historia
Afghanistans historia kan spåras mycket långt tillbaka i tiden. Redan 9000–6000 f.Kr bedrevs det jordbruk och boskapsskötsel i området och på 4000-talet fanns där en storartad stadskultur. Genom sitt läge mellan Syd-, Väst och Centralasien har området varit viktigt för handeln och mottagit kulturella influenser från många håll. Området har många gånger invaderats av stormakter och mera tillfälliga erövrare men också varit centrum för riken som varit mycket större än det nuvarande Afghanistan. Landet Afghanistan som vi känner det grundades år 1747 under namnet Durraniimperiet, var under en del av 1800-talet brittiskt protektorat och blev självständigt år 1919. År 1979 invaderades landet av Sovjetunionen till stöd för en svag kommunistisk regering. Sedan dess har det ständigt pågått krig mot invasionstrupper och mellan inhemska styrkor, och 2001–2021 hade USA stora militära styrkor i landet. Sedan de dragits tillbaka våren 2021 tog terroristorganisationen Taliban makten över hela landet i augusti 2021.

## Forntiden–antiken
Det område som nu är Afghanistan har varit befolkat redan under äldre stenåldern. I den norra delen av landet har man hittat 50 000 år gamla lämningar av en människa tillsammans med verktyg. I samma område fanns under yngre stenåldern (9 000–6 000 f.Kr) en kultur baserad på jordbruk och boskapsskötsel. Vid Helmandflodens delta i Sistanbäckenet, som idag delas mellan Iran och Afghanistan, uppstod på 4000-talet f.Kr. stadskulturen Shar-e Sokhta, belägen i Iran, som utvecklades till en av de största stadsbildningarna mellan Persien och Indien.

### En del av den iranska världen
De indoeuropeiska arierna bosatte sig i Afghanistan någon gång under 2000-talet f.Kr. och sedan dess är områdets historia nära sammanknuten med den övriga iranska världen. 529 f.Kr. erövrades området av perserkungen Kyros den store och kom att ligga under det akemenidiska riket under 200 år. Riket var uppdelat i relativt självständiga provinser, varav fem i nuvarande Afghanistan. Under denna tid utvecklades handelsnätverket Sidenvägen, och en av dess leder gick över Balkh, huvudstaden i den persiska provinsen Baktrien. Balkh anses också i Irans nationalepos Shahnameh vara Vishtaspas hemstad, beskyddaren av filosofen  Zarathustra, vars religion zoroastrism kom att prägla det akemenidiska riket.

### Erövrare från Grekland, Indien och Centralasien
År 330 f.Kr. erövrades området av Alexander den store, som grundade flera grekiska kolonistäder, bland annat nuvarande Herat. Han stannade några år i Balkh och gifte sig med dottern till ståthållaren (satrapen) i Baktrien. Alexander strävade efter att åstadkomma en sammansmältning mellan erövrarna och de erövrade folken och uppmanade sina soldater att också gifta sig med baktriska kvinnor. Detta lade grunden för en hellenistisk kultur med både grekiska och österländska influenser.

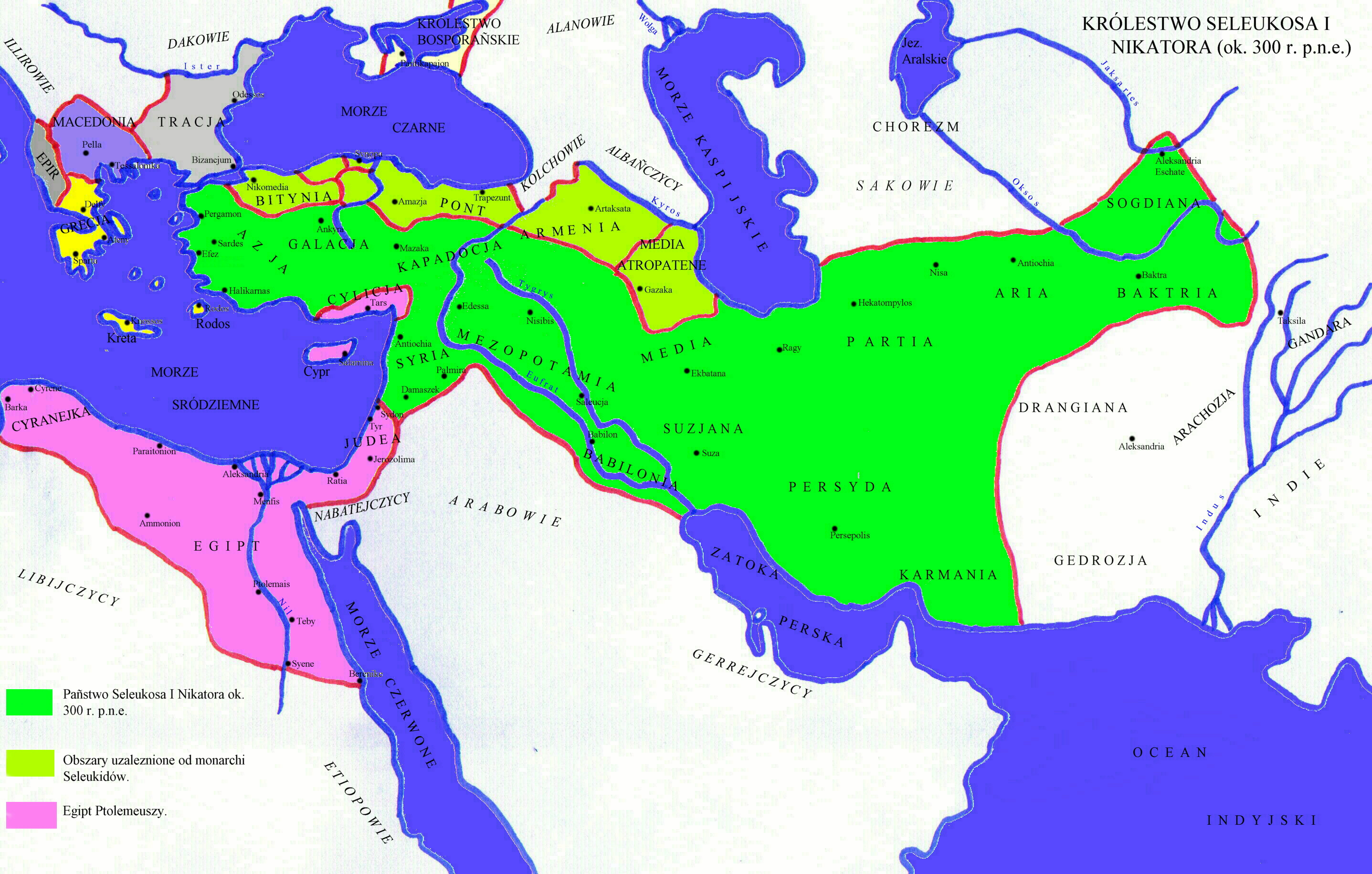
Seleukos rike (grönt) år 301 f.Kr.

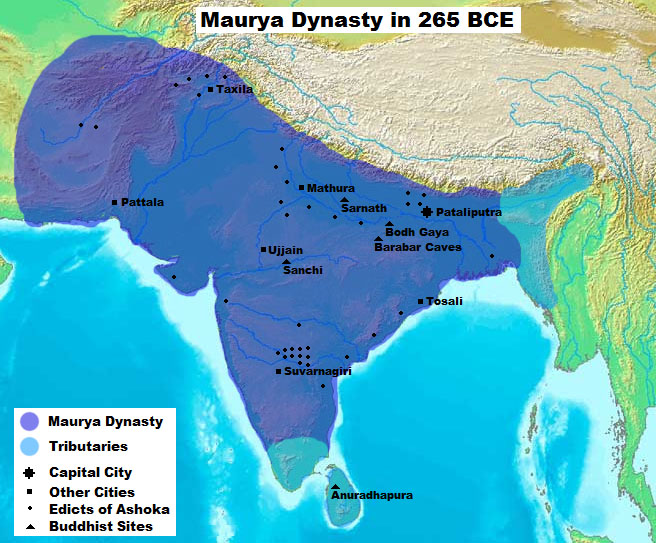
Mauryariket cirka år 265 f.Kr. Riket sträcker sig från Afghanistan till Bangladesh/Assam och från Centralasien (Afghanistan) till Tamil Nadu/södra Indien.

Efter Alexanders död 323 f.Kr. bröts hans stora rike sönder och hans general Seleukos tog kontroll över den östra delen. Samtidigt växte Mauryariket fram i den norra delen av den indiska subkontinenten och lyckades snart ta kontroll över det seleukiska rikets sydöstra delar, inklusive nuvarande Afghanistan söder om Hindukush. Med Maurya-erövrarna kom den indiska kulturen till området, bland annat introducerade de buddhismen.

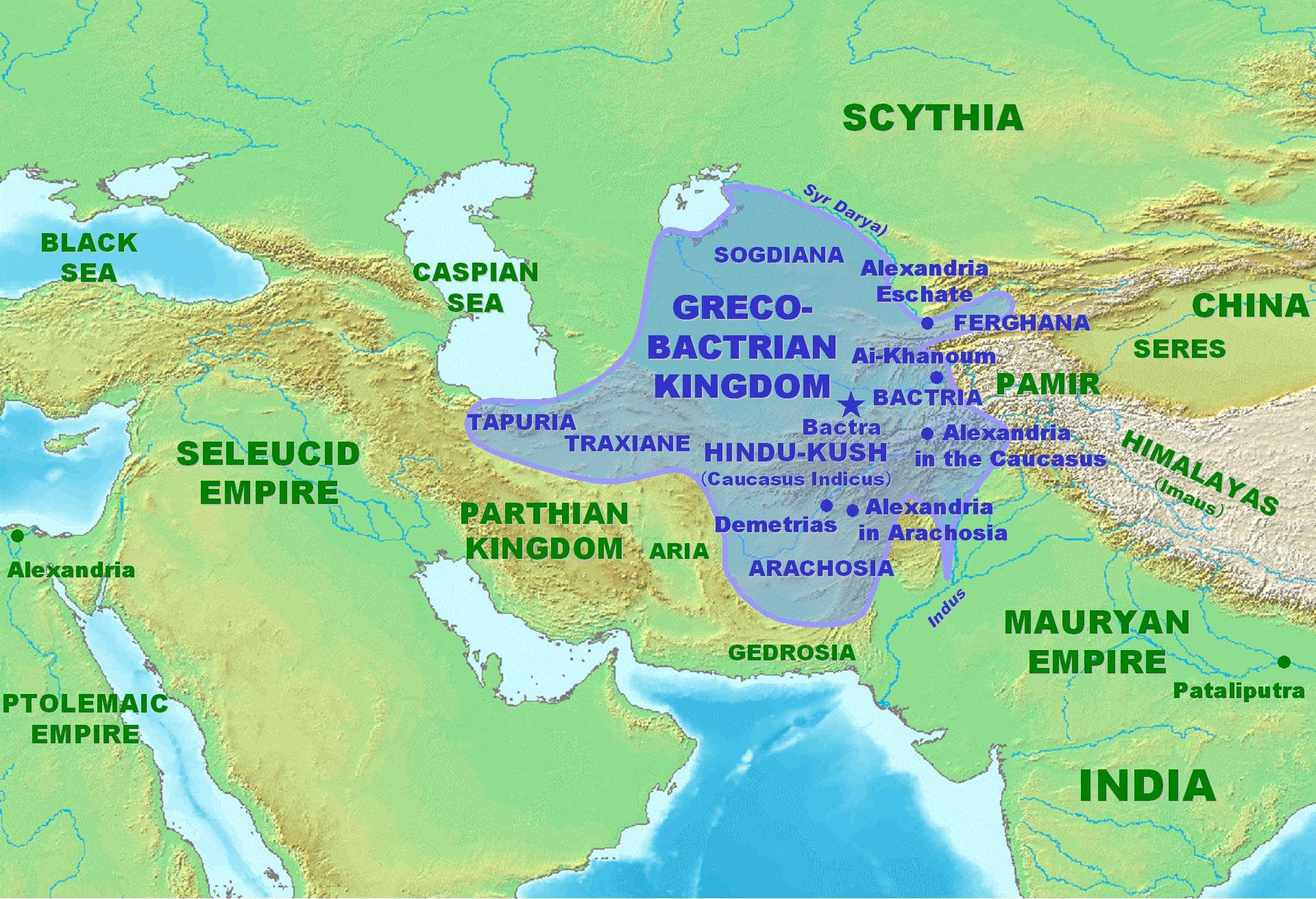
Det grekisk-baktriska kungariket i sin största utsträckning cirka 180 f.Kr.

Området norr om Hindukush erövrades inte av Mauryariket utan stannade inom det seleukiska riket tills det år 230 f.Kr. bröts loss och bildade det självständiga Grekisk-baktriska kungadömet. Riket expanderade snabbt åt alla håll och nådde sin största utsträckning kring 170 f.Kr. Kungarna omvändes till buddhismen, och det skedde ett fruktbart kulturmöte mellan hellenism och buddhism. Det ideal som uttrycks i de flesta avbildningar av Buddha utvecklades i Baktrien och spreds så småningom till andra buddhistiska folk.

Kushanriket i sin största utsträckning, c:a 200 e.Kr.

Kring 100 f.Kr. invaderades området av centralasiatiska stamfolk. De upprättade Kushanriket som hade sin höjdpunkt under kung Kanishka på 200-talet e.Kr. Under 300- och 400-talen e.Kr. blev Bamiyan en vallfärdsort för buddhister och ett par av världens största buddhastatyer höggs ut ur klipporna.
Under 200-talet till 500-talet var kontrollen över området instabil, med strider mellan det iranska sasanidimperiet, kushanriket och  det centralasiatiska nomadfolket heftaliterna. År 565 etablerades en buddhistisk turkdynasti som bestod till 871 e. Kr.

## Medeltiden

### Arabisk invasion
Den islamiska expansionen nådde år 663 Kabul, som intogs av arabiska styrkor. Kungen fick dock behålla sin position efter att för stadens räkning ha övergått till islam och lovat betala årliga skatter. När erövrarna dragit vidare återgick befolkningen till buddhismen och man betalade inte heller de utlovade skatterna. Först 871, efter en ny arabisk ockupation, konverterade stadens invånare slutgiltigt till islam, och nästa år besegrade araberna det lilla kungadömet Bamiyan. Därmed blev området en del av den islamiska världen. Med den nya religionen följde ny byggnadskonst och diktkonst.

### Islamiska dynastier

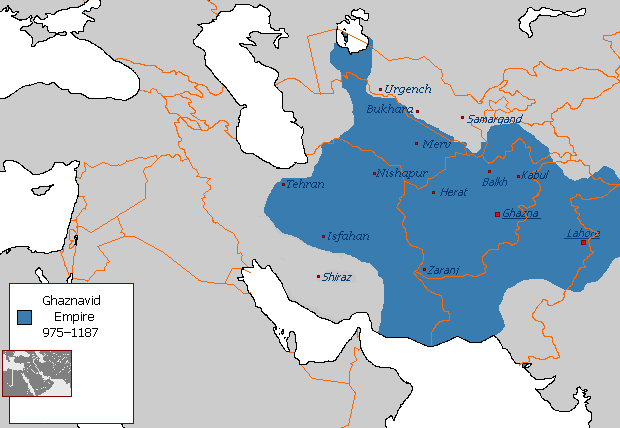
Karta över det ghaznavidiska imperiet vid tiden för dess största utbredning kring år 1000.

Mellan 977 och 1186 regerades området av den turkisk-persiska Ghaznavid-dynastin. Mahmud Ghaznavi (regeringstid 998–1030) erövrade stora områden och under hans tid sträckte sig riket från Amu Darja till Indusdalen och Indiska oceanen, inklusive en del av det som idag är östra Iran. Vid sitt hov i huvudstaden Ghazni samlade Mahmud diktare och vetenskapsmän, bland andra den stora persiske diktaren Abul-Qasem Ferdowzi  och vetenskapsmannen Abu Raihan al-Biruni. Ghazni blev ett centrum för litteratur på persiska och arabiska och för islamisk konst och arkitektur varav idag mycket litet finns kvar.

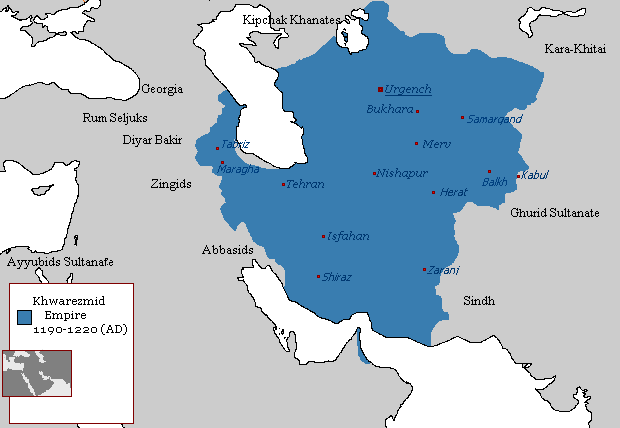
Karta över det khwarezmitiska riket 1190–1220.

Efter upprepade krig mot ghaznaviderna lyckades de persisktalande och muslimska ghoriderna inta Ghazniriket år 1186. Den mest kända ghorhärskaren var Mohammad av Ghor. Med utgångspunkt från sin bas i Ghazni erövrade han norra Indien. Efter hans död 1206 lät en av hans generaler utropas sig till sultan i Delhi och grundade Delhisultanatet som fortlevde till 1526. Ett minnesmärke från Ghordynastin är den numera världsarvsförklarade minareten i Jam.
Västra delen av nuvarande Afghanistan behärskades 1190–1220 av det turkisk-persiska khwarezmitiska riket.

### Mongolisk invasion

Det mongoliska imperiets utbredning från tiden för grundandet 1206 till uppdelningen i fyra khanat 1294.

I början av 1220-talet invaderades området av de mongoliska stammar som enats av Djingis khan. På kort tid erövrades, plundrades och förstördes Balkh, Bamiyan, Kabul, Ghazni och Herat. Efter Djingis Khans död delades riket upp i flera khanat, som först hölls samman under en stor-khan men efter Kublai Khans död 1294 blev självständiga riken. Större delen av Afghanistan hörde till Ilkhanatet, och den östra delen inklusive Kabul till Tjagataikhanatet som på 1300-talet delades i två. Ilkhanatets härskare hade ursprungligen en shamanistisk religion men påverkades av både tibetansk buddhism och kristendom. 1295 konverterade de till islam, som var den dominerande religionen bland deras undersåtar, och påbjöd extra pålagor för undersåtar som inte var muslimer. Den därpå följande kulturella utvecklingen i Persien, inklusive nuvarande Afghanistan, brukar kallas islamisk renässans. Även den västra delen av Tjagataikhanatet övergav så småningom mycket av den mongoliska kulturen till förmån för islam. Båda khanaten försvagades och upplöstes under 1300-talet.
På 1380-talet erövrades området av den turk-mongoliske härskaren Timur Lenk. Med utgångspunkt från sin huvudstad Samarkand skapade han ett sammanhängande rike från Indus till Svarta havet. Efter hand död 1405 splittrades hans välde genom strider mellan hans ättlingar, timuriderna. Den västra delen hade under 1400-talet sin huvudstad i Herat.
Både Djingis Khan och Timur Lenk var mycket grymma i sin krigföring och genomförde stora massakrer mot befolkningen i de erövrade områdena. Under Timur Lenks son Shah Rohk (regeringstid 1405–1447) blev timuridrikets huvudstad Herat ett centrum för persisk litteratur och konst. Den mest framstående poeten var Abd al-Rahman Jami. I början av 1500-talet erövrades timuridriket av det persiska safavidiska iimperiet.

## Mellan Mogulriket och Persien

### Babur bildar Mogulriket

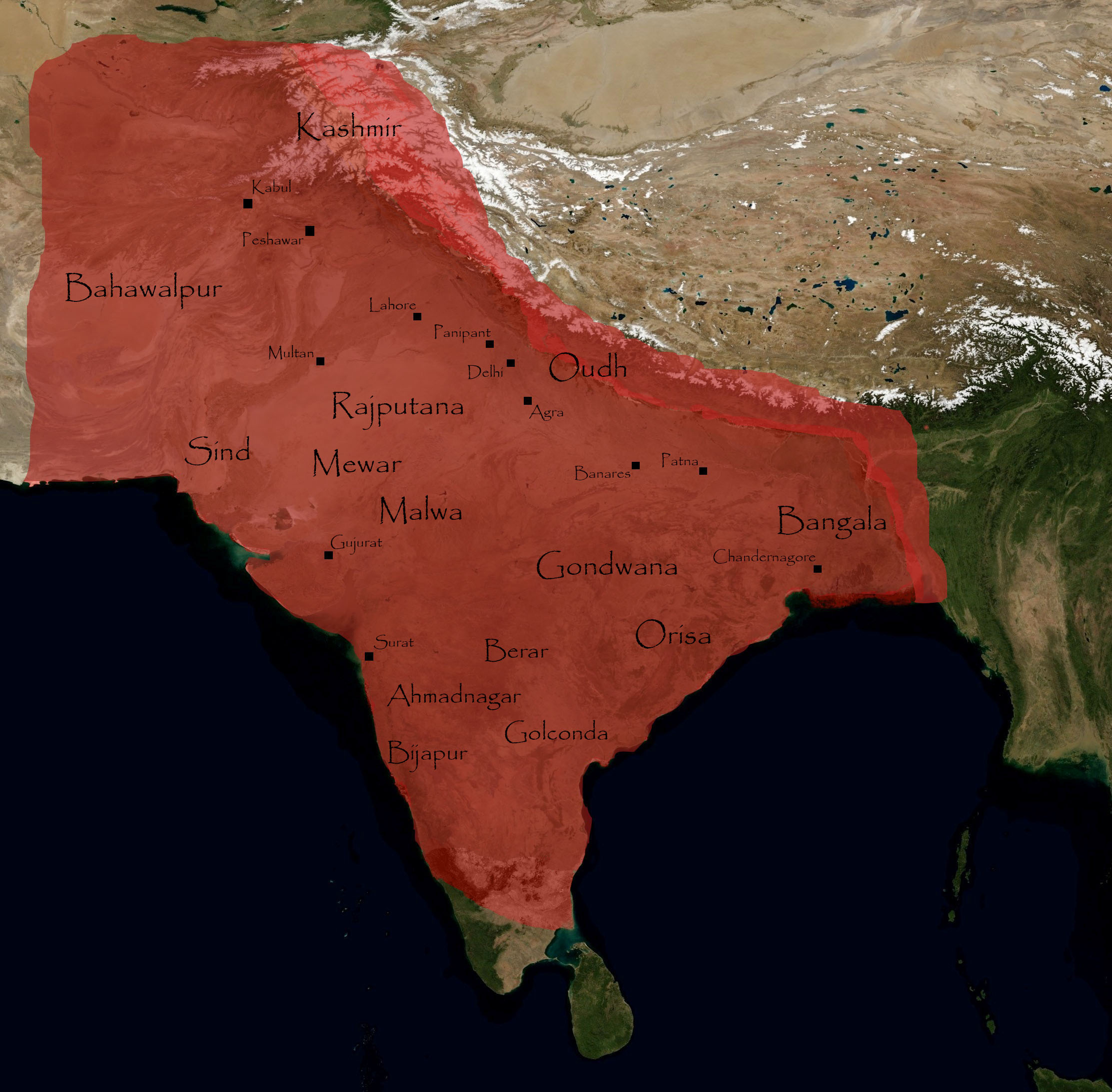
Mogulriket omfattade 1707 större delen av nuvarande Afghanistan.

Östra delen av nuvarande Afghanistan erövrades år 1504 av mogulfursten Babur, som härstammade från både Djingis Khan och Timur Lenk. När han 1526 erövrade Delhi blev området kring Kabul en del av Mogulriket. Perserna behärskade västra delen kring Herat  medan kontrollen över Kandahar växlade mellan de båda imperierna. Området norr om Hindukush behärskades av de uzbekiska khanaten i Chiva och Buchara.

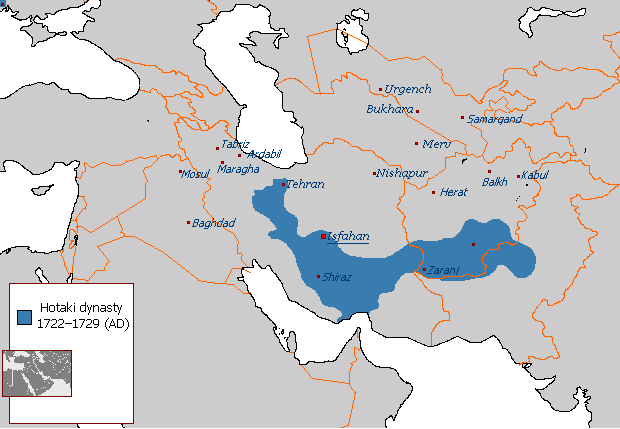
Hotakiriket i sin största utsträckning 1722–1729.

### Hotakiriket 1709–1738
I april 1709 ledde Mirwais Khan Hotak (1673–1715) i Kandahar ett framgångsrikt uppror mot det av safaviderna styrda Persien och utropade provinsen Kandahar till ett självständigt kungadöme. Han tillhörde det största pashtunska stamförbundet Ghilzai. Riket utvidgandes under hans son Mahmud Hotaki som 1722 utropade sig till shah över Persien. Hans efterträdare förlorade Persien till Nadir Shah, ledare för afshariderna, och drog sig tillbaka till vad som nu är västra Afghanistan. 1738 intog Nadir Shah Kandahar, och Hotaki-dynastins tid var över.

### Persiskt styre 1738–1747
Persiens härskare Nadir Shah fortsatte sitt fälttåg och erövrade 1738–1739 Ghazni, Kabul och Lahore från Mogulriket. De inbördes fientliga pashtunska stammarna i nuvarande Afghanistan enades för att bekämpa honom, men upproret slogs ned och Nadir Shah tvångförflyttade en del av de upproriska stammarna till områden som än i dag bebos av deras ättlingar. 1747 dödades Nahir Shah av sina egna officerare. Därefter bröt Ahmed Durrani loss Afghanistan som ett självständigt rike.

### Durrani-dynastin 1747–1818

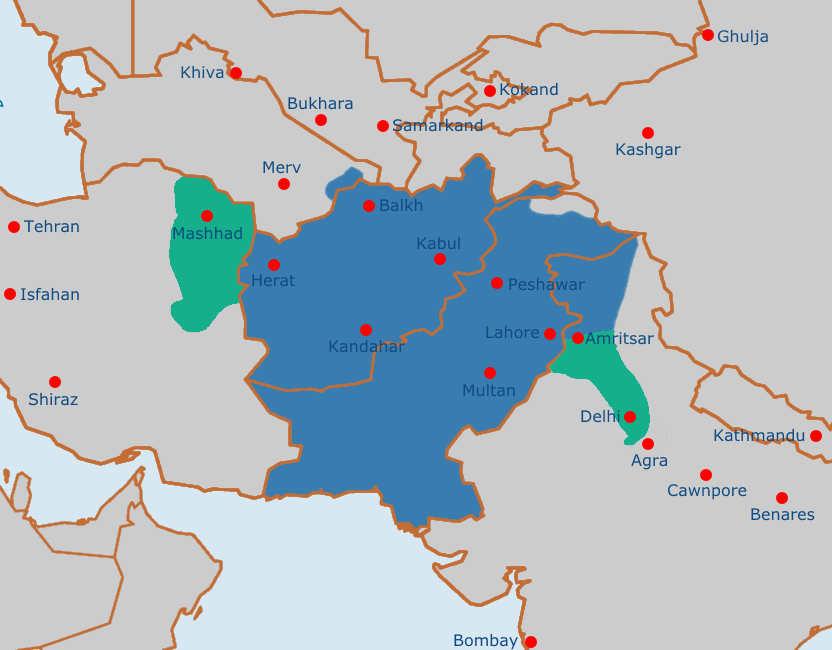
Ahmed Durranis afghanska rike 1747.

Ahmed Durrani tillhörde den pashtunska stammen Abdali. Han var bara 25 år gammal när han efter Nahir Shahs död blev utsedd till överhuvud för sin stam och fick hederstiteln Durr-e Dauran ("Pärlornas pärla"). Abdali-stammen tog då namnet Durrani. Ahmed Durrani räknas idag som den afghanska statens grundare. Han hade ambitionen att bygga ett imperium, invaderade Indien flera gånger och plundrade Delhi, Amritsar och Agra. Han dog 1772 och efterträddes av sin son Timur Shah Durrani som 1775 flyttade huvudstaden från Kandahar till Kabul.
Kring 1800 började riket falla samman, och utan stark överhet förvandlades stam- och klanhövdingar till självsvåldiga krigsherrar. År 1818, efter ett par decennier av oro och tronstrider, upphörde det afghanska riket under några år att existera som en sammanhållen enhet.
Den stat som grundades av Ahmed Durrani och senare utvecklades till dagens Afghanistan befolkades av olika folkgrupper med sinsemellan olika språk och kultur. Den dominerande folkgruppen var pashtuner, vilket återspeglas i att landet så småningom började kallas Afghanistan, som betyder "pashtunernas land".

## "Det stora spelet" mellan Storbritannien och Ryssland
Efter sönderfallet återskapades det afghanska riket av Dost Muhammed av Barakzaiklanen som utropades till emir, enligt olika källor 1823 eller 1826. Hans ättlingar fortsatte att styra Afghanistan fram till 1973, men under 1800-talet var deras makt mycket inskränkt av närheten till de båda stormakterna Ryssland och Storbritannien, som hade etablerat sitt välde i Brittiska Indien.
Det rysk-persiska kriget ledde till att Persien 1813 förlorade större delen av Kaukasus till Ryssland. Därefter följde ett århundrade av upprepade krig som hade sin grund i Rysslands och Storbritanniens rivalitet om herraväldet över Centralasien.

### Krig och gränsdragningar
I det första anglo-afghanska kriget 1839–1842 erövrades Kabul av trupper från Brittiska Indien. Britterna avsatte Dost Muhammed som ansågs ha för goda kontakter med Ryssland och utsåg en tidigare Durranihärskare Shah Shuja till emir. Vintern 1842 led de brittiska trupperna ett förkrossande nederlag under en reträtt genom bergen. Britterna intog sedan Kabul ytterligare en gång men accepterade därefter Dost Muhammed som återinsattes och regerade som emir fram till sin död 1869.
Efter kriget tog Storbritannien gradvis kontroll över det försvagade Afghanistans områden mellan Hindukush och Indus, och erövrade Baluchistan, som bestod av ett antal furstendömen varav några under afghansk kontroll. Detta innebar att Afghanistan förlorade tillgång till kust.

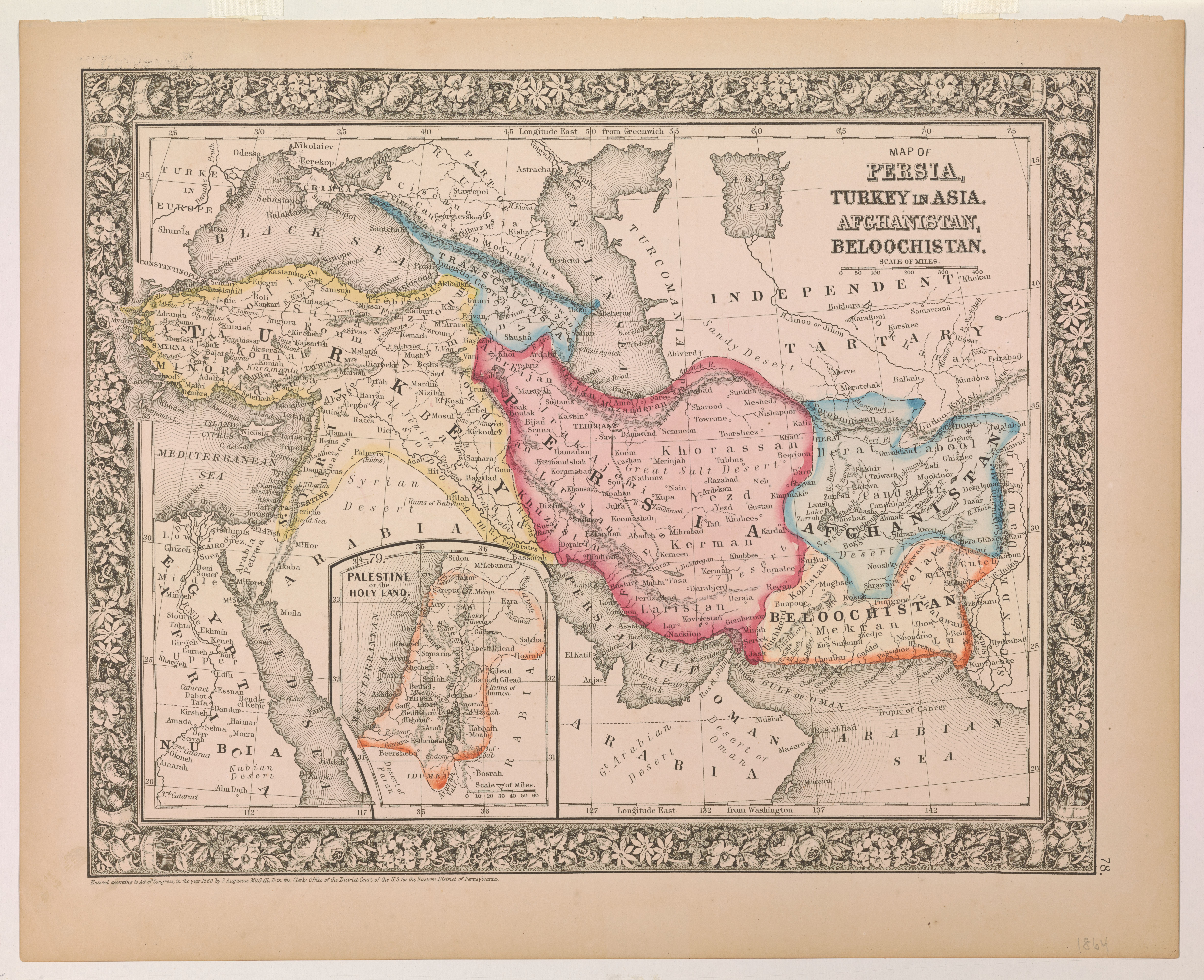
Brittisk karta från 1860.

Det andra anglo-afghanska kriget 1878–1880 ledde till att Storbritannien tog kontrollen över det strategiskt viktiga Khyberpasset mellan Afghanistan och Brittiska Indien och över Afghanistans utrikespolitik och handel. Afghanistan blev i praktiken ett brittiskt protektorat.
1884–1885 tog Ryssland kontrollen över oasen Merv i det turkmenska området norr om Afghanistan vilket innebar att ryska trupper stod mycket nära det som utan formellt erkänd gräns ansågs höra till Afghanistan. När ryssarna fortsatte med att erövra oasen Panjdeh gick afghanska styrkor till motattack. Ryssland och Storbritannien kom då överens om en gränsdragning som tvingades på den afghanska regeringen. Afghanistan förlorade mycket territorium och gränsen drogs där den fortfarande går, utmed floden Amu Darja.
Det otillgängliga området mellan Ryska Centralasien och Brittiska Indien delades 1895–1896 mellan de båda stormakterna som bestämde att en smal landremsa, Wakhankorridoren, skulle vara en del av Afghanistan för att undvika gemensam gräns. Den afghanska emiren hade inget annat val än att acceptera överhögheten över området, som var oroligt och beboddes av kirgisiska stammar.
Som gräns mellan Brittiska Indien och Afghanistan drog Storbritannien år 1893 Durandlinjen, vilket innebar att en stor del av pashtunernas kärnområde inte längre tillhörde Afghanistan. Gränsen drogs rakt igenom områden som traditionellt användes av årligen migrerande pashtunska nomader. Den permanentades 1907 genom ett avtal mellan Ryssland och Storbritannien, utan att den afghanska regeringen var tillfrågad.

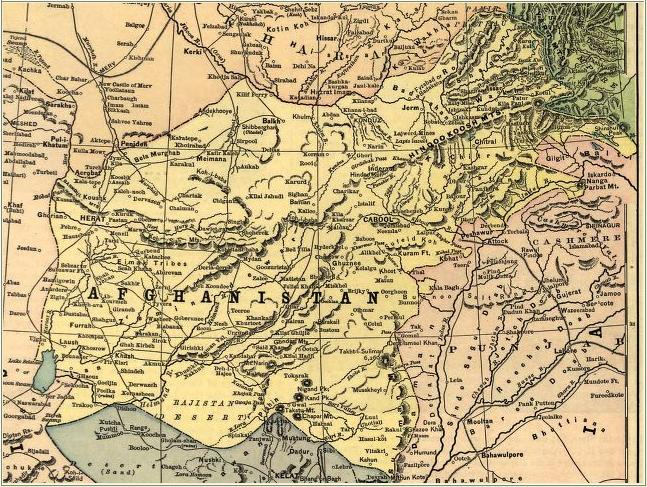
Afghanistan 1893 innan Durandlinjen drogs.

### "Järnemiren" Abdur Rahman 1880–1901
Dost Muhammeds sonson Abdur Rahman accepterade Afghanistans roll som buffertstat och tog sig med engelsmännens stöd uppgiften att ena det splittrade stamsamhället till en modern nation med stark centralmakt. För detta använde han mycket hårda metoder, och fick ekonomiskt och militärt stöd från Storbritannien. Han tvångsförflyttade pashtunska stammar från landets södra delar till nordligare områden som beboddes av andra folk än pashtuner och han skapade en centralstyrd administration som inte byggde på traditionella stam- och klanlojaliteter. Denna politik ledde till 40 uppror, varav flera kan klassas som inbördeskrig. På grund av sina brutala metoder och sin taktik av "söndra och härska" är han idag känd som "järnemiren".
Hazarerna i de centrala högländerna gjorde uppror för att försvara sin självständighet men besegrades och tvingades avstå mycket av sin mark till ditflyttade pashtuner och pashtunska kuchi-nomader. Resultatet av ett andra uppror blev vad som av flera källor kallas ett folkmord, som utplånade uppskattningsvis 60 procent av den hazariska folkgruppen. Abdur Rahman utnyttjade de huvudsakligen sunnimuslimska pashtunernas religiösa avståndstagande från de shiamuslimska hazarerna. Han skickade 1890 en stor armé till Hazarajat, bestående av 40 000–50 000 regeringssoldater till fots och till häst, 100 000 civila pashtuner samt ett antal brittiska rådgivare. Hazarerna fördrevs från sina hem, massakrerades eller tillfångtogs och såldes som slavar, och det finns vittnesmål om att emiren lät bygga torn av dödade hazarers huvuden för att avskräcka andra från att göra uppror.
Abdur Rahman arbetade för att modernisera Afghanistan, bjöd in utländska läkare, ingenjörer och tryckare och sökte europeisk rådgivning om sådant som transportsystem och bevattning. Han uppmuntrade också etablering av små tillverkningsindustrier och importerade europeisk teknisk utrustning.Samtidigt ville han inte bygga järnvägar eftersom han befarade att det skulle underlätta för utländsk militär att ta överlandet. Med vissa undantag i Kabul utvecklade han heller inget modernt utbildningssystem.

### Reformer under Habibullah Khan
Abdur Rahmans son Habibullah efterträdde sin far som emir år 1901. Han ville reformera landet med andra metoder än sin far. Han humaniserade rättssystemet och upplöste den fruktade hemliga polisen, och han bidrog till att starta en nationalistisk tidning som blev en plattform för reformer. 1903 öppnades landets första gymnasieskola och 1913 landets första statliga sjukhus.
Under första världskriget lyckades Habibullah hålla Afghanistan neutralt trots påtryckningar att stödja Turkiet och Tyskland mot britterna. Han mördades år 1919 och det tros ha berott på den politiken. Han efterträddes av sin son Amanullah.

## Självständigheten 1919–1979

### Krig om Durandlinjen

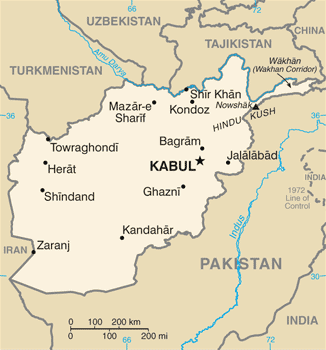
Dagens Afghanistan med gränser fastslagna 1919.

Tredje anglo-afghanska kriget 1919 inleddes med att den nye emiren Amanullah Khan utropade Afghanistans självständighet. För att återvinna de förlorade pashtunska områdena uppmuntrade han och stödde uppror på den brittiska sidan av gränsen. Britterna svarade med flygbombningar av Kabul och Jalalabad. Kriget ledde till fredsfördraget i Rawalpindi, som innebar att den tidigare omtvistade Durandlinjen etablerades som gräns mot Brittiska Indien och att Afghanistan blev en oberoende stat.
Fredsfördraget i Rawalpindi 1919 innebar att Afghanistan blev självständigt från Storbritannien. År 1923 antogs en ny konstitution och 1926 antog Amanullah titeln kung och Afghanistan blev ett kungadöme. Trots fredsfördraget motsatte sig Amanullah Durandlinjen, som skar rakt igenom det område som beboddes av pashtunska stammar och hade varit platsen för en mängd uppror mot britterna sedan gränsen drogs. När han försökte åstadkomma en återförening av området, svarade Storbritannien med en brutal insats för att pacificera den nordvästra gränsprovinsen i nuvarande Pakistan. Under ett fem dagar långt slag 1920 dog två tusen brittiska och indiska soldater och fyra tusen afghanska stamkrigare.  Ännu 2018 har Afghanistan inte accepterat Durandlinjen som en internationell gräns, och den har bidragit till dåliga relationer mellan Afghanistan och Pakistan.

### Reformer och uppror

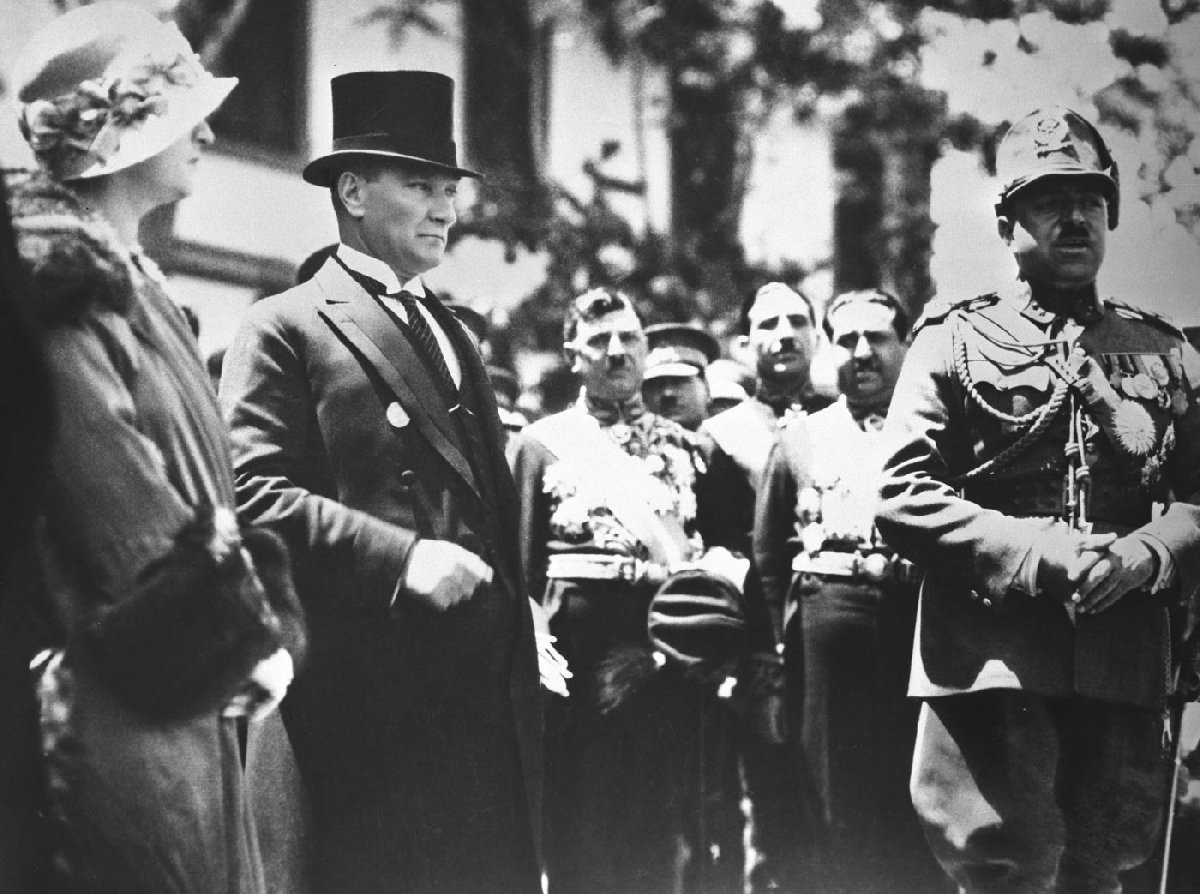
Drottning Soraya, Kemal Atatürk och kung Amanullah i Ankara 1928.

Amanullah Khan drev under sin regeringstid igenom omfattande moderniseringsreformer, avskaffade slaveriet 1923, startade skolor för både pojkar och flickor, avskaffade de strikta traditionella klädkoderna för kvinnor, initierade en ny författning och åstadkom intensifierad handel med både Europa och andra delar av Asien. Han var gift med den västerländskt utbildade Soraya Tarzi  som tog aktiv del i regeringsarbetet. 1928 gjorde kungaparet en resa genom Europa och lät sig bland annat inspireras av Kemal Atatürks omfattande omdaning av Turkiet. Detta orsakade en motreaktion bland landets konservativa, särskilt traditionalistiska ledare bland klanerna på landsbygden. För att undergräva kungafamiljens ställning spreds bilder av den "oislamskt" obeslöjade drottningen.
Amanullah ville stärka statens roll och upphävde stamledarnas och andra traditionella makthavares privilegier. Han försökte också åstadkomma större statlig kontroll av handel och tullar. I november 1928 utbröt ett uppror i Jalalabad, där Shinwaristammen förlorat sina tidigare stora smugglingsinkomster. Kungafamiljen flydde och Amanullah abdikerade i början av 1929 till förmån för sin bror Inayatullah Khan. Tre dagar senare störtades Inayatullah av den tadzjikiske upprorsledaren Habibullah Kalakâni  (även kallad Bacha Saqqao, "vattenbärarens son") som utropade sig till emir.
Som del av Habibullah Kalakânis reformfientliga politik avskaffades bland annat utbildning för kvinnor.
Amanullah Khans farbror och krigsminister, Mohammed Nadir samlade en armé av stamkrigare i gränstrakterna söder om Kabul. Nio månader efter Amanullahs abdikation intog Mohammad Nadir Kabul och tvingade Habibullah Kalakani att förhandla om vapenstillestånd. Kalakani och andra upprorsledare greps och hängdes. Därefter tog Mohammed Nadir över makten och utropade sig till kung av Afghanistan i oktober 1929. Han avskaffade många av Amanullahs reformer men genomförde samtidigt en viss modernisering. En lag på obligatorisk sexårig skolgång antogs, men efterlevdes inte i praktiken. Afghanistans första universitetsutbildning och landets första affärsbank startades, vägnätet förbättrades och man byggde den första väg som förband Kabul med norra Afghanistan.
Mohammad Nadir mördades 1933 och efterträddes av sin son Mohammed Zahir Shah.

### Mohammed Zahir Shahs regeringstid

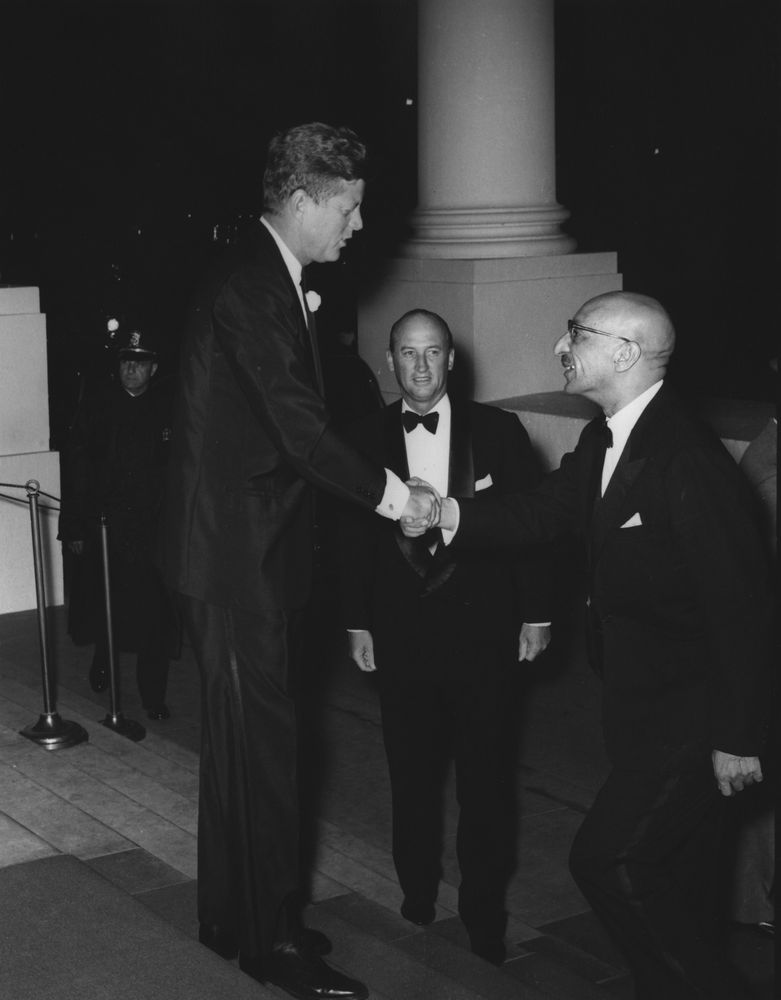
Mohammed Zahir Shah besöker USA:s president John F. Kennedy 1963.

Mohammed Zahir Shah var bara 19 år gammal när han blev kung efter sin mördade far. Under hela hans 40-åriga regeringstid låg makten i landet hos kungafamiljen. Fram till 1953 styrdes landet i praktiken av kungens farbröder och 1953–1962 var hans kusin prins Mohammed Daoud Khan premiärminister. Hela Mohammed Zahirs regeringstid präglades av en långsam reformtakt, som undvek att provocera konservativa grupper. Afghanistan inträdde i Nationernas förbund 27 september 1934 och förhöll sig både alliansfritt och neutralt under andra världskriget.
Konflikten om delningen av de pashtunska områdena blev återigen aktuell 1948, när Pakistan hade blivit självständigt och övertagit de områden Afghanistan förlorat till Indien när Durandlinjen drogs. Afghanerna ville dra en ny gräns eller som alternativ skapa en ny pashtunsk stat. År 1950 och 1951 gick pashtunska stamkrigare flera gånger över den pakistanska gränsen och försökte plantera pashtunska flaggor längs Indusfloden i Pakistan. Pakistan svarade med ett tre månaders totalstopp av petroleumexporten till Afghanistan. Afghanistan vände sig då till Sovjetunionen, ingick ett fyraårigt handelsavtal och öppnade norra Afghanistan för sovjetisk olje- och gasprospektering. På bara två år fördubblades den afghansk-sovjetiska handeln.
Preminärminster Mohammed Daoud drev den pashtunska frågan mycket hårt och efter nya oroligheter stängde Pakistan åter gränsen. Afghanistan gjorde vissa försök att få till ett försvarssamarbete med USA. Försöken misslyckades, på grund av konflikten med USA:s allierade Pakistan och Afghanistans nära band med Sovjetunionen. I stället utökades samarbetet med Sovjetunionen och resten av det dåvarande Östblocket i Europa till att omfatta även militära leveranser och utbildning. Under 1950- och 1960-talen var Afghanistan ett av världens mest biståndsberoende länder, räknat  per invånare. Mellan 1950 och 1970 kom 50 procent av biståndet från Sovjetunionen och 30 procent från USA.

Salangtunneln i Hindukush, byggd med sovjetiska medel i mitten av 1960-talet.

Med hjälp av lån från Sovjetunionen gjordes under 1960-talet stora infrastruktursatsningar. Vägar byggdes mellan Herat och Kandahar och mellan Sovjetunionen och Kabul, inklusive den 2,7 kilometer långa Salangtunneln genom Hindukush på drygt 3 300 meters höjd. Flera flygfält byggdes, bland dem Kabuls internationella flygplats som banade väg för ökad turism till landet. En stor del av de sovjetiska lånen skulle återbetalas med naturgas från de stora fyndigheter som upptäckts år 1960, och 1967 invigdes en gasledning under gränsfloden Amu Darja. En mindre del av gasen användes till en konstgödselfabrik utanför Mazar-e-Sharif.

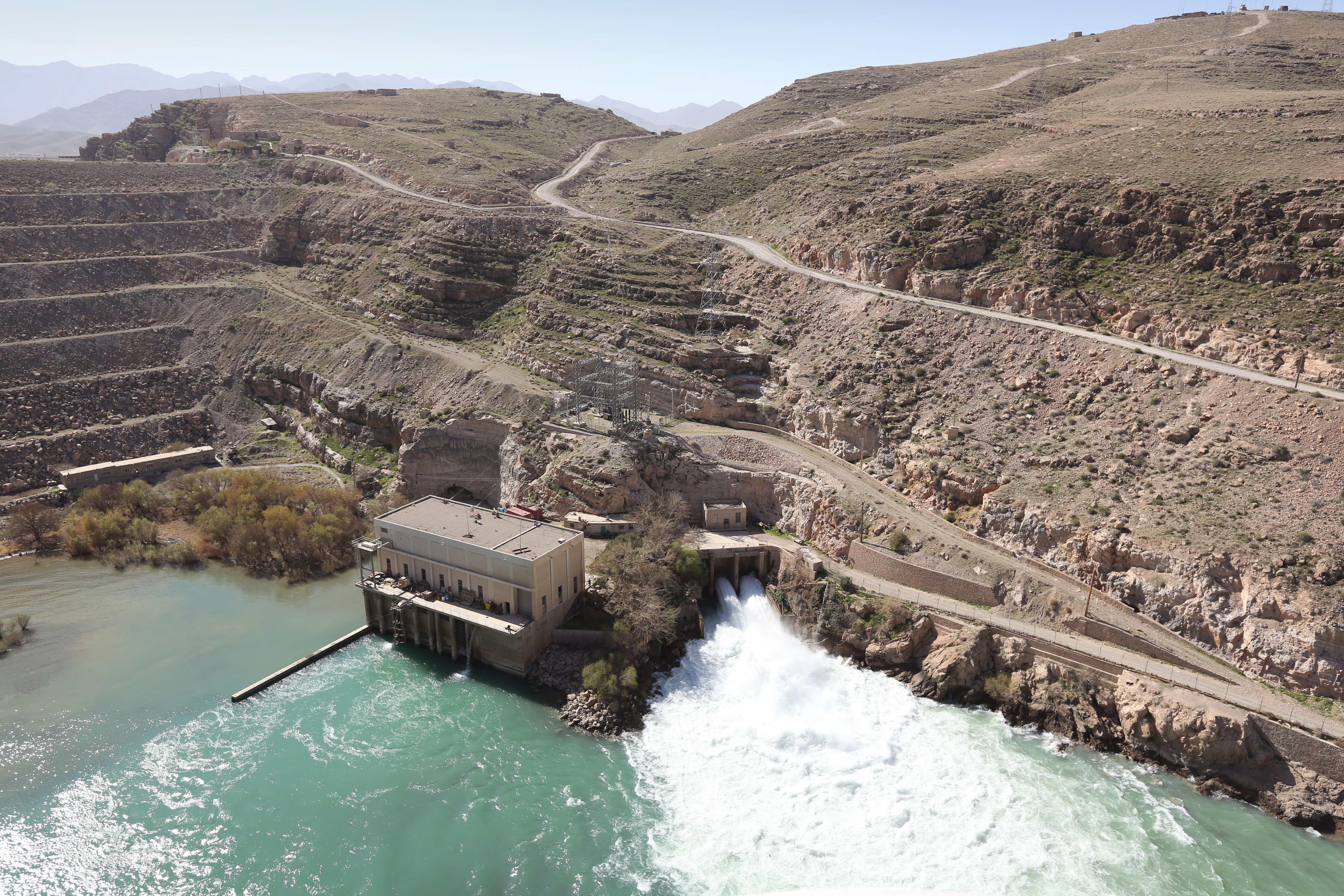
Kajakidammen i Helmandfloden, byggd med amerikanska lån på 1950-talet.

Även USA bidrog med lån till stora vägar, utbildningsprojekt, flygplatser med mera. Under 1950-talet konstruerade det amerikanska byggföretaget Morrison-Knudsen Kajakidammen i Helmandfloden och Arghandabdammen i angränsande Kandahar, vilket resulterade i ett av världens största ökenbevattningsprojekt. Andra stora utvecklingsaktörer var Västtyskland, Japan och Kina.
Motsättningarna kring gränsen mot Pakistan fortsatte, och 1960 och 1961 gick beväpnade afghaner över gränsen. Pakistan svarade med att återigen stänga gränsen, vilket ledde till ytterligare ekonomiskt närmande mellan Afghanistan och Sovjetunionen. Konflikten med Pakistan och de avbräck den betydde för handeln gjorde att premiärministern prins Daoud tvingades avgå år 1963. Året därpå ratificerades en ny författning skriven på uppdrag av kungen av afghaner utbildade utomlands. Den nya författningen som fastslog ett mer parlamentariskt statsskick med en form av konstitutionell monarki, dock med fortsatt kungligt inflytande i politiken. Ett tvåkammarsystem infördes och kvinnors lika rättigheter och rösträtt fastslogs.1965 hölls landets första parlamentsval, som var personval eftersom politiska partier inte var tillåtna. Den verkställande makten gavs i konstitutionen en fortsatt dominant roll vilket banade väg för ständiga konflikter mellan regeringen, och därmed kungahuset, och den folkvalda församlingen. Nya lagar och reformer fördröjdes eller urholkades när de två sidorna ständigt hamnade i dödläge.
1971 drabbades landet av svår torka, som varade i två år och dödade tusentals människor. Staten reagerade för sent och myndigheterna agerade inkompetent, vilket ledde till stort missnöje. Den tidigare premiärministern prins Daoud tog tillfället i akt när kung Zahir år 1973 var i Europa för en operation. Han tog makten en oblodig militärkupp och utropade Afghanistan till republik och sig själv till president.

### Republik under Mohammed Daoud Khan
Under Daoud Khans presidentskap styrdes Afghanistan i en gradvis mer västvänlig riktning vilket gjorde att relationerna med Sovjetunionen blev kyligare. Han antog en mittenhögerpolitik i många avseenden men på det ekonomiska planet föredrogs fortfarande en statsstyrd ekonomi. Det antogs en sjuårsplan avsedd för perioden 1976–1983. Vissa liberala samhällsreformer drevs igenom men var i praktiken begränsade till städerna och nådde inte landsbygden.
Ett tidigt mål var att minska beroendet av sovjetiskt bistånd. 1974 inleddes militärt samarbete med Indien och samtal om bistånd från Iran, och Daoud försökte också få biståndsöverenskommelser med Saudiarabien, Kuwait och Irak. Trots detta ökade inte den afghanska levnadsstandarden under hans presidentskap.
Innan kuppen hade det funnits ett visst samarbete mellan Mohammed Daoud Khan och de båda kommunistiska grupperingarna Khalq (folket) och Parcham (flaggan) men från 1975 och framåt genomfördes en tyst utrensning av kommunister från regeringsväsendet, militären och olika myndigheter. Daoud Khan kastade samtidigt ut sovjetiska rådgivare och kritiserade öppet Kubas deltagande i Alliansfria rörelsen. Han bröt dock aldrig helt med Sovjetunionen, som fortsatte ge stora summor i bistånd, utan föredrog en alliansfri utrikespolitik.  1976 återupptogs en fientlig politik mot Pakistan, och Afghanistan stödde pashtunska nationalister i de angränsande delarna av Pakistan. Detta avbröts efter amerikansk medling kring 1977 och därefter förbättrades relationerna med Pakistan. Afghanistan närmade sig också både USA och dess allierade Iran och Saudiarabien.
Daoud Khan bildade ett eget parti, Nationella revolutionära partiet, som i stort monopoliserade makten även om flerpartisystemet till en början nominellt behölls. Möjliga hot mot den nya ordningen undanröjdes, exempelvis förre premiärministern Mohammad Hashim Maiwandwal som dog i fängelset i oktober 1973 under oklara omständigheter efter att ha anklagats för att ha planerat en kupp. 1977 beslutade ett traditionellt massmöte (Loya jirga) att godkänna en ny författning som etablerade ett enpartisystem i republiken.
Flera olika grupperingar motsatte sig Mohammed Daouds politik. Muslimska fundamentalister förföljdes under hela hans regeringstid men blev trots detta allt fler. Pashtunska nationalister var missnöjda med de förbättrade relationerna med Pakistan. Det starkaste motståndet kom från kommunisterna. 1977 återförenades det tidigare kommunistpartiets två fraktioner Khalq och Parcham till Folkets demokratiska parti, PDPA, och började förbereda en kupp för att ta makten.

### Saurrevolutionen 1978
17 april 1978 mördades Mir Akbar Khyber, en ledande medlem av kommunistpartiet PDPA:s reformistiska falang Parcham. Flera kommunistiska ledare menade att regeringen låg bakom mordet och protesterade öppet varefter de flesta arresterades. Undantaget var Hafizullah Amin, ledare för den radikala falangen Khalq, som endast sattes i husarrest och därifrån kunde skicka instruktioner till sina partikamrater i de väpnade styrkorna och beordra den kupp som planerats i två år.
Militärkuppen inleddes 27 april och redan efter ett dygn slog kuppmakarna ned de Daoud-lojala styrkorna. Presidentpalatset intogs 28 april och Daoud och de flesta i hans familj mördades. Kommunistpartiet kallade händelsen Saurrevolutionen efter namnet på månaden då kuppen genomfördes. Partiet hade vid detta tillfälle uppskattningsvis 6000 medlemmar.
PDPA:s generalsekreterare Noor Mohammed Taraki från Kahlq-falangen blev ny president. Den nya regimen arresterade omedelbart tusentals verkliga och misstänkta motståndare från alla politiska läger: Religiösa ledare, medlemmar av den maoistiska vänstern, tjänstemän i Daouds administration och även deras familjemedlemmar. En stor del av de fängslade avrättades, många efter tortyr.
Tarakis regering formulerade ett genomgripande program för att snabbt omvandla Afghanistan till ett socialistiskt samhälle. Man inledde en dåligt fungerande jordreform som på många ställen bröt sönder de ekonomiska strukturerna på landsbygden och ledde till stort skördebortfall. Man utmanade även kulturella och sociala normer genom att hävda lika rättigheter för kvinnor och män och tvingade familjer att skicka sina flickor till skolan. Redan våren 1978 bröt det ut ett lokalt uppror mot den nya ordningen, och det följdes av flera. I mitten av mars 1979 revolterade först militärgarnisonen i Herat och sedan hela staden, och regeringen svarade med bombningar som dödade tusentals civila. Resultatet blev massflykt till Pakistan och Iran, och de oppositionella afghanska exilpartier som redan fanns i pakistanska Peshawar började förse den afghanska motståndsrörelsen med vapen. Hösten 1979 hade ungefär halva den värnpliktiga armén deserterat och många hade gått över till upprorsmännen, som blev kända under det gemensamma namnet mujahedin, dvs trons (islams) krigare.
Samtidigt som regeringen mötte starkt folkligt motstånd skakades den av inre stridigheter. I september 1979 mördades Taraki, och Hafizullah Amin, som antas ha legat bakom mordet, övertog makten. Det dittillsvarande våldet mot meningsmotståndare skylldes uttryckligen på Taraki, samtidigt som Amin intensifierade terrorn.
Sovjetunionen stödde Tarakis regering militärt och med ett ökande antal sovjetiska "rådgivare". De traditionalistiska och islamistiska upprorsgrupperna fick stöd från Pakistan. Efter Amins maktövertagande beslöt sovjetledaren Brezhnev i december 1979 att invadera  Afghanistan för att behålla sin kontroll över landet. Formellt åberopade de att de bjudits in av den afghanska regeringen, men det första de gjorde var att döda Hafizullah Amin och installera parchamfalangens ledare Babrak Karmal som ny president.

## Ockupationer och inbördeskrig sedan 1979

### Sovjetunionens krig i Afghanistan 1979–1989
Redan kort tid efter invasionen hade Sovjetunionen 100 000 soldater i Afghanistan. Den nytillsatte presidenten Babrak Karmal försökte blidka oppositionen, som i stället drog till sig nya grupper av afghaner som motsatte sig den utländska närvaron.
Under loppet av några veckor kunde Sovjetunionen lägga under sig åtta av de tolv största städerna och korridorer längs vägarna mellan dessa. Motståndsgrupper (mujaheddin) attackerade sovjetisk-afghanska konvojer och posteringar, och de sovjetiska styrkorna svarade med bomber och andra aktioner på landsbygden. Enormt många människor flydde till grannländerna.

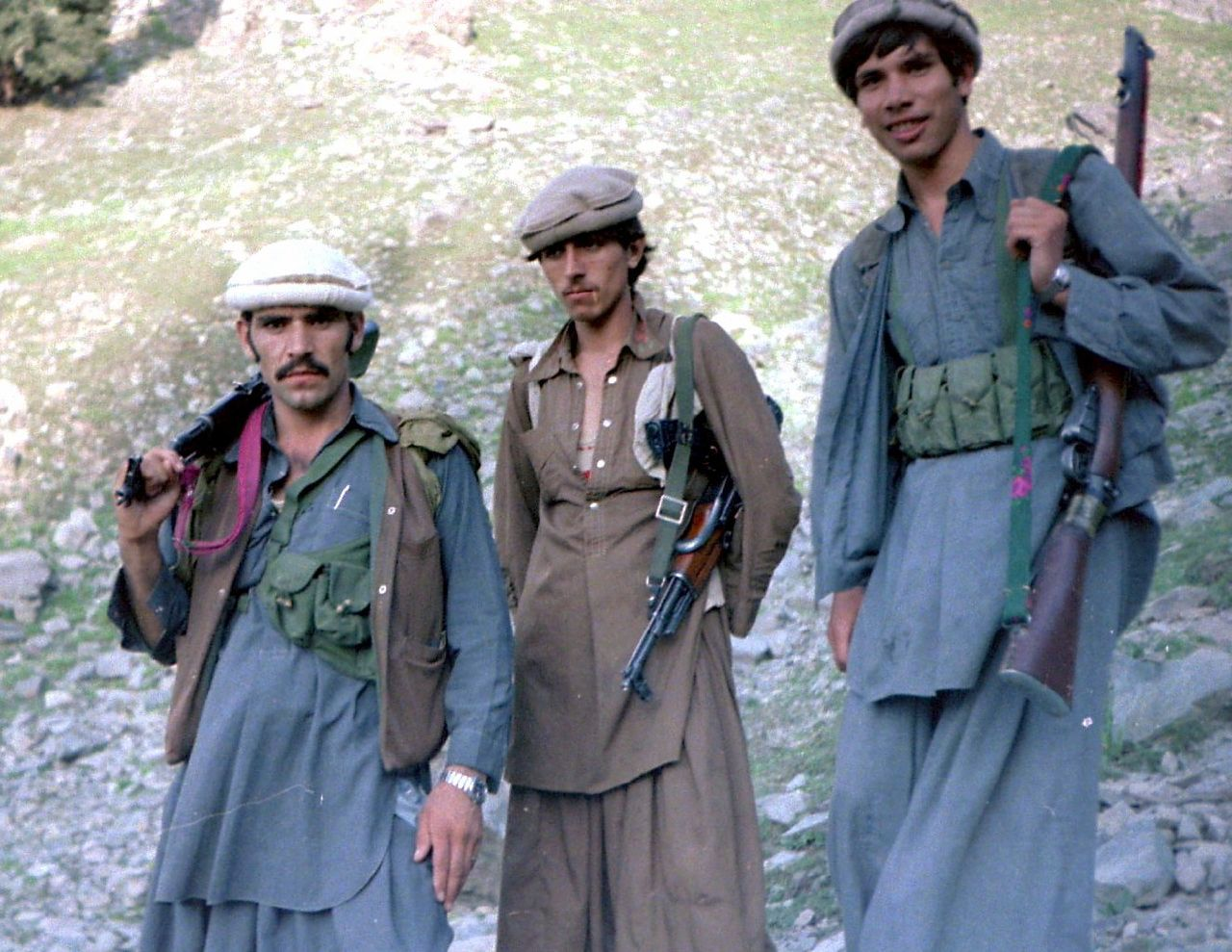
Afghanska mujaheddinkrigare, augusti 1985.

Motständsrörelsen bestod av en rad olika grupper, som efter Sovjetunionens invasion fick allt mer stöd utifrån. Sju officiella sunnimuslimska motståndspartier var baserade i pakistanska Peshawar. Fyra av dem, däribland Hezb-e Islami under ledning av Gulbuddin Hekmatyar ansågs som islamistiska med inspiration från Muslimska brödraskapet. Tre ansågs som traditionellt konservativa och förespråkade en återgång till det monarkistiska statsskick som rått innan 1973. De sju partierna agerade under det gemensamma paraplyet Ittihad-e Islami Mujahedin Afghanistan, som i västliga media ofta kallades "sjupartialliansen". Sex av dem dominerades av pashtuner, medan den islamistiska Jamiat-e Islami dominerades av tadzjiker.
Det bildades också shiamuslimska motståndsgrupper, både i pakistanska Quetta och i de hazariska delarna av Afghanistan. Medlemmarna var oftast hazarer eller tillhörde folkguppen qizilbash. Under större delen av 1980 undvek Sovjetunionen och Kabulregeringen storskaliga militära offensiver inne i Hazarajat. I stället utbröt där ett inbördeskrig mellan den traditionella shiamuslimska eliten och nyare Khomeini-inspirerade  grupper med stöd från Iran. Senare slogs nästan alla shia-partierna samman till Hezb-e Wahdat under ledning av Abdul Ali Mazari.
Motståndsgrupperna hade funnits redan innan Sovjetunionens invasion men fick under 1980-talet allt mera stöd utifrån.USA skickade stora mängder vapen och pengar som kanaliserades genom Pakistan, under ledning av den islamistiske diktatorn Zia-ul-Haq. Den pakistanska underrättelsetjänsten ISA etablerade med hjälp av amerikanska pengar träningsläger i gränsregionen och tränade under 1980-talet minst 80 000–90 000 afghanska mujaheddinkrigare i konsten att bedriva effektiv jihad. En av dem som tränades där var Mohammed Omar, som så småningom grundade talibanrörelsen.
Pakistan, och därmed indirekt USA, stödde framför allt Gulbuddin Hekmatyars Hezb-e Islami. Så småningom gavs mycket västligt stöd också till den tadzjikiska kommendanten Ahmed Shah Massoud i Panjshirdalen. Saudiarabien och andra Gulfstater stödde framför allt Ittihad-e Islami som leddes av Abdul Rasul Sayyaf och som också rekryterade araber som soldater. En av de viktiga arabiska fiansiärerna var Usama bin Ladin, som 1984 grundade en servicebyrå i Peshawar för att administrera donationer och volontärer till mujaheddin. Såväl talibanerna som al-Qaida kom senare att utvecklas via dessa nätverk.

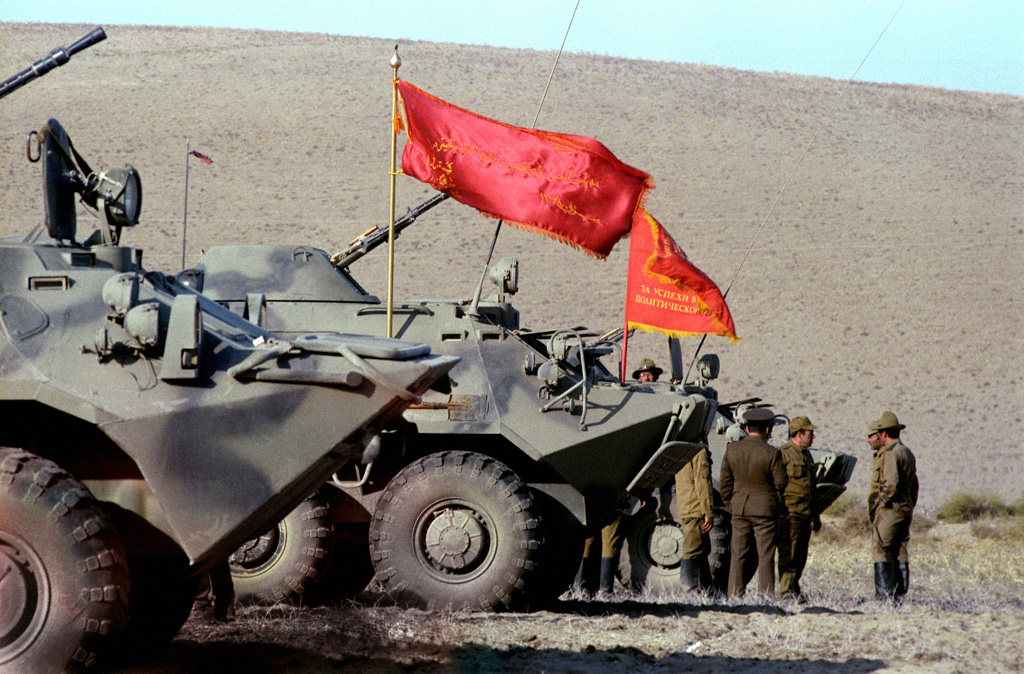
Sovjetisk militär inför återtåget från Afghanistan 1989.

Många soldater i den sovjettrogna afghanska armén deserterade och mujaheddin fick eller erövrade stora delar av arméns vapen. Upproret visade sig vara omöjligt att slå ned. Efter Michail Gorbatjovs makttillträde 1985 ökades den sovjetiska truppstyrkan till 140 000 man, men utan resultat. 1986 tvingades Babrak Karmal att avgå och ersattes av den afghanska säkerhetstjänstens chef Mohammad Najibullah. Det misslyckade kriget och den internationella isolering det lett till blev allt mer impopulärt inom Sovjetunionen, och i april 1988 undertecknade Sovjetunionen, Afghanistan, Pakistan och USA ett FN-avtal om sovjetiskt tillbakadragande från Afghanistan.15 februari 1989 lämnade de sista sovjetiska trupperna Afghanistan.
Kriget fick mycket svåra konsekvenser både i och utanför Afghanistan. Det ledde till världens ditintills största flyktingkatastrof, med uppskattningsvis 2,5 miljoner afghanska flyktingar i Pakistan och lika många i Iran, minst en miljon i andra länder och ett stort men okänt antal internflyktingar. Antalet döda har uppskattats till mellan 1 och 1,5 miljon, och minst 1,5 beräknas ha fått bestående och funktionsnedsättande fysiska men. Till detta kommer alla de psykiska och sociala skadorna.
Det afghanska samhällets kultur och traditionellt toleranta form av islam underminerades genom nya maktgrupper finansierade genom utländskt stöd. De redan existerande motsättningarna mellan olika etniska grupper förvärrades. Stora delar av vägnätet och annan infrastruktur förstördes. Hälften av jordbruksproduktionen och boskapsbesättningarna försvann. I stället ökade opiumproduktionen som ett sätt för bönderna att överleva.

### Inbördeskrig 1989–1996
Se Inbördeskriget i Afghanistan (1989–1992) och Inbördeskriget i Afghanistan (1992–1996).
När de sovjetiska trupperna dragit sig tillbaka fortsatte kriget mellan motståndsrörelsen och Najibullahs regering, som fortfarande fick ekonomiskt stöd från Sovjetunionen. Stora delar av den kvarvarande statsapparaten föll sönder samtidigt som motståndsgrupperna inte förmådde ena sig kring en ny nationell ledning. I februari 1989 försökte de sunnimuslimska grupperna bilda en interimsregering i exil, men uteslöt de shiamuslimska grupperna. Försöket misslyckades. I februari 1990 kom USA och Sovjetunionen överens om att Najibullah skulle stanna som regeringschef tills man kunde hålla internationellt övervakade val, men detta accepterades inte av de sunnimuslimska partiledarna i Peshawar. Najubullah tillkännagav flerpartisystem och förespråkade en övergångslösning där han själv skulle spela en central roll. Kommunistpartiet PDPA bytte namn till Hezb-e Watan (Fosterlandspartiet) men föll snabbt sönder i och med att partimedlemmar i stället anslöt sig till någon av motståndsgrupperna. Försvarsministern ledde ett misslyckat kuppförsök mot Najibullah och anslöt sig sedan till Hekmatyar i Peshawar.
Efter medlingsförsök från FN intog mujaheddin Kabul den 27 april 1992. Enligt den framförhandlade överenskommelsen skulle Najibullah lämna Afghanistan och en ny regering tillträda, men motståndsledarna kunde inte komma överens, Najibullah tog sin tillflykt till ett FN-kontor i Kabul och landet stod utan fungerande regering.
Trots det långvariga kriget var Kabul i allt väsentligt intakt när sovjettrupperna lämnade staden. Efter Najibullahs fall började de tidigare nödtorftigt allierade motståndsgruperna bekämpa varandra genom våldsamma strider inne i staden och även beskjutning utifrån. Staden delades i praktiken i fyra delar:
- en nordlig under det i huvudsak tadzjikiska Jamiat och av Ahmed Shah Massoud,
- en central del under den tidigare regeringsvänlige uzbeken Abdul Rashid Dostum
- en västlig del under det hazaradominerade Hezb-e Wahdat som beväpnats av Iran
- en nordvästlig kil under det Saudistödda Ittihad lett av Abdul Rasul Sayyaf.

Utanför staden fanns militära baser för det pakistanstödda Hezb-e Islami, lett av Gulbuddin Hekmatyar.
Under 1992 och 1993 bekämpade de olika grupperna varandra med skiftande allianser som så småningom utmynnade i en sunnimuslimsk allians mot det shiamuslimska och hazariska Hezb-e Wahdat. Den hazariska civilbefolkningen blev måltavla för brutala krigshandlingar och övergrepp, bland annat en blodig massaker känd som Afshar-massakern. 1993 tillsattes formellt en regering med tadzjiken Burhanuddin Rabbani som president och pashtunen Hekmatyar som premiärminister, men de var fortsatt mycket fientliga mot varandra och inbördeskriget fortsatte.
Inbördeskriget utkämpades framför allt i Kabul, där mer än hälften av bebyggelsen förvandlades till ruiner. Uppskattningsvis dödades minst 30 000 människor och minst 60 000 skadades. Många blev hemlösa och hundratusentals flydde. Utbildningsinstitutionerna hölls stängda i flera år och ett stort antal utbildade människor lämnade landet. Civilbefolkningen drabbades mycket hårt, inte bara av rena krigshandlingar utan också av plundring, våldtäkter och andra övergrepp. Massakrer riktades framför allt mot den hazariska befolkningen och det skapades kedjor av hämndaktioner där ingen grupp går helt fri.
I övriga landet agerade de forna motståndsledarna allt mer som självständiga krigsherrar som med våld tvingade sig till makt. Övergrepp av olika slag var vanliga, pojkar och män tvångsrekryterades till milisgrupper, transporter och resor försvårades av vägspärrar och "förtullning" och den redan utarmade civilbefolkningen beskattades godtyckligt. Statens polisväsende och armé var i upplösning och ställde sig delvis i krigsherrararnas tjänst, och korruptionen tilltog.
Trots kriget och de faktiskt skiftande maktförhållandena var det ända sedan 1992 Rabbani som var den internationellt erkände presidenten i den statsbildning som kallades Islamska staten Afghanistan. År 1996 störtades han av talibanerna som tog makten i landet, men Rabbanis regering fortsatte att representera Afghanistan i FN fram till 2001.

### Talibanstyre 1996–2001

#### Talibanrörelsens framväxt
Ordet taliban är plural av det arabiska ordet talib som betyder student. Talibanrörelsen har sitt ursprung i koranskolor i de pashtunska områdena på båda sidor om gränsen mellan Afghanistan och Pakistan. Där studerade unga män en tolkning av islam som skapats på 1800-talet i den nordindiska staden Deoband. Deobandismen har släktskap med den saudiska salafismen och betonar trohet mot ursprunglig islam och vikten av jihad för att försvara tron. Talibanernas tolkning av islam influerades också av det pashtunska klansamhällets traditionella levnadsregler pashtunwali.
Fram till den sovjetiska ockupationen var antalet studenter ganska litet. Efter 1979 ökade antalet när allt fler flyktingar sökte sig till området och Saudiarabien bidrog med pengar till koranskolorna. Från 1983 rekryterades studenter från koranskolor till motståndsgrupper som kallade sig taliban. De fick militär träning i något av de många träningsläger som drevs av Pakistan med finansiering från USA eller av arabiska finansiärer. Till skillnad från de övriga pashtunska motståndsgrupper saknade talibanerna gemensam bakgrund och stamtillhörighet. I stället förenades de av att de slogs utifrån sin religiösa tro. Därmed stod de över de andra gruppernas inbördes konkurrens om mark och geografisk dominans.

#### Talibanerna under inbördeskriget
Efter Sovjetunionens nederlag i Afghanistan återvände talibanernas ledare till koranskolorna, men under det allt mer förödande inbördeskriget startade mullan Mohammed Omar en ny talibankampanj med syfte att skapa stabilitet och säkerhet, och en islamsk stat. 1994 började talibanerna agera på landsbygden kring Kandahar och fick befolkningens stöd genom att ingripa mot lokala övergrepp. De erövrade vapen och ammunition från Hezb-e Islami och från en pakistansk lastbilskolonn och intog sedan Kandahar där de kunde utöka sin arsenal med stridsflygplan, helikoptrar och stridsvagnar.Från koranskolorna anslöt sig tusentals unga afghaner och även många pakistanier och araber till talibanrörelsen, och på mindre än två månader växte den väpnade styrkan från några hundra man till omkring 12 000.
I de områden de tog över införde talibanerna ett hårt styre utifrån sin tolkning av islam och pashtunwali. De förklarade shia-muslimer som "kafir", alltså icke muslimer, vilket framför allt riktade sig mot den hazariska minoritetsbefolkningen. De krävde strikt könsskillnad utanför hemmen (purdah) vilket innebar att flickor och kvinnor uteslöts från skolgång och arbetsplatser och kvinnor tvingades bära heltäckande klädsel. De förbjöd också tv, bio och musik och tvingade männen att låta skägget växa. De fem dagliga bönerna gjordes obligatoriska. Straffen mot den som bröt mot lagar och regler var mycket hårda, exempelvis stening till döds, piskning och avhuggande av händer.
En bit in på 1995 hade talibanerna tagit kontroll över ett dussin av landets provinser. Ibland skedde det genom strid, men genom att avrätta motståndarens kommendanter skrämde man andra krigsherrar till underkastelse. De kunde också ta makten genom mutor, förhandlingar och pragmatiska alliansbildningar med olika grupper och krigsherrar. Armén växte till 20 000 man. Kandahar var deras högkvarter och i de pashtunska områdena fick de åtminstone inledningsvis relativt starkt folkligt stöd tack vare att de satte stopp för krigsherrarnas godtyckliga herravälde. Speciellt i  städerna fanns det dock redan många som inte accepterade deras stränga form av konservativ islam. I det daritalande och relativt liberala Herat hade de inte mycket stöd och gick hårt fram mot befolkningen.1996 samlades över tusen pashtunska ledare i Kandahar för att utforma det framtida islamistiska Afghanistan under talibansk ledning. Mulla Mohammed Omar utropades till "de rättrognas anförare och talibanerna inledde en ny offensiv som slutade med att de utan nämnvärt motstånd intog Kabul.

#### Islamiska emiratet Afghanistan 1996–2001

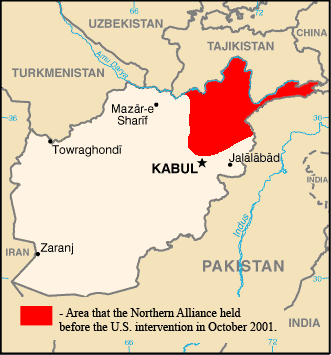
År 2001 kontrollerade talibanerna ungefär 90% av Afghanistans territorium. Den röda delen i nordost hölls av Norra alliansen.

Talibanerna avsatte president Rabbani som tog sin tillflykt till norra Afghanistan. Den tidigare presidenten Najibullah och hans bror, som levt under FN-beskydd i Kabul, blev tillfångatagna, torterade och dödade, och deras döda kroppar hängdes upp i staden. Afghanistan utropades till islamskt emirat och talibanerna tillsatte en regering i Kabul. Den verkliga makten låg dock inte hos regeringen utan hos Mulla Omar som även fortsättningsvis hade sin bas i Kandahar.
Talibanerna hade inte kontroll över hela landet, och inbördeskriget fortsatte. I norr formerades det som i västmedia brukar kallas Norra alliansen av Rabbani och ett antal andra icke-pashtunska ledare som deltagits i inbördeskriget. Bland dem fanns den tadjikiske generalen Ahmed Shah Massood som kallades "lejonet av Panshir", den uzbekiske generalen Abdul Rashid Dostum och den tadzjikiske läkaren Abdullah Abdullah, samma person som år 2014 och 2019 skulle ställa upp och besegras i Afghanistans presidentval.
Sommaren 1998 intog talibanerna Mazar-e Sharif i norr och dödade tusentals stadsbor, huvudsakligen hazarer, och bedrev etniskt riktad terror även på andra ställen.Som mest  kontrollerade talibanerna uppemot 90 procent av landets territorium. Under talibanernas regeringstid ökade olusten och motståndet mot deras förtryck framför allt hos stadsbefolkningen men också på stora delar av landsbygden. Ideella organisationer fick svårt att arbeta, regeringen fungerade dåligt och både allmänna och privata investeringar uteblev. Talibanernas inställning till den inkomstbringande opiumodlingen var kluven. 1996 tog de kontroll över de opiumodlingar som givit stora inkomster till krigsherrarna, beskattade  produktionen och lät den utökas samtidigt som de spred informationen att de bekämpade den. År 2000 utfärdade Mulla Omar en fatwa mot opiumodling, i ett försök att blidka den fördömande omvärlden.
Mulla Omar gav order om att alla "avgudabilder" skulle förstöras och ett stort antal antika skulpturer i Kabuls museum demolerades. I mars 2001 sprängde talibanerna de världsarvsmärkta stora buddhastatyerna i Bamiyan.

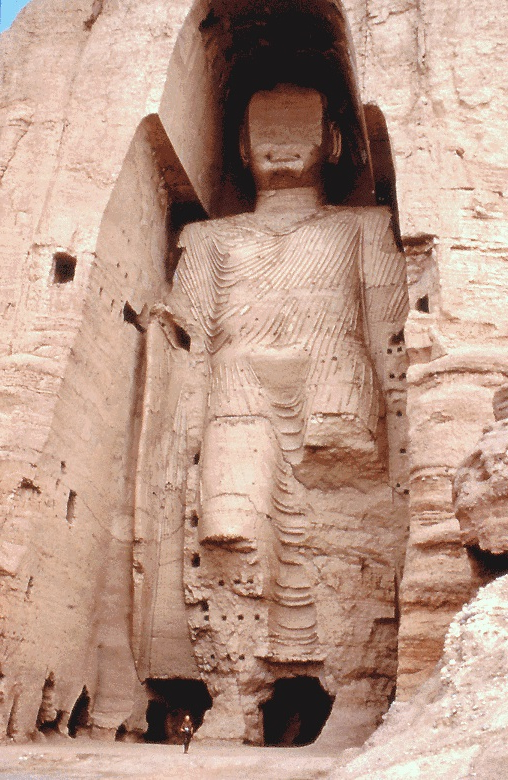
Den stora buddhastatyn i Bamiyan innan förstörelsen.

#### Talibanerna och omvärlden
Talibanrörelsens ursprung var de många koranskolor och träningsläger som drevs på den pakistanska sidan av gränsen och till stor del finansierades av USA, förmedlat av Pakistans underrättelsetjänst. När talibanerna tagit makten i Kabul var Pakistan det första landet som erkände den nya regimen. Senare erkändes den också av Saudiarabien och Förenade Arabemiraten, medan resten av världen fortsatte att betrakta Rabbanis regering som den legitima.
USA försökte inledningsvis få en allians med talibanerna mot Iran, och såg dem också som en potentiellt viktig handelspartner. Det amerikanska oljebolaget Unocal ville bygga gas- och oljeledningar genom Afghanistan från Turkmenistan till Pakistan, och en talibandelegation besökte Washington i början av 1997. USA:s regering ville dock inte ge talibanregeringen något diplomatiskt erkännande och det blev inget avtal.
Stora delar av den muslimska världen tog avstånd från talibanerna av både humanitära och religiösa skäl. När talibanerna 1998 intog Mazar-e Sharif dödade de tio iranska diplomater och en iranska journalist, vilket ledde till att Iran drog samman stora truppstyrkor utmed gränsen.
Talibanernas Afghanistan blev en fristad för väpnade islamistiska grupper från bland annat Tjetjenien, Kashmir, Centralasien. Kina, Pakistan och flera arabländer. Bland dem fanns al-Qaida under ledning av Usama bin Ladin. I augusti 1998 sprängdes USA:s ambassader i Kenya och Tanzania, och USA höll al Qaida ansvarigt och avfyrade kryssningsrobotar mot deras träningsläger nära Khost i gränslandet mot Pakistan. Talibanerna motsatte sig kravet att utlämna Usama bin Ladin, vilket ledde till att USA avbröt all sin handel med Afghanistan. 1999 införde FN ekonomiska sanktioner och 2000 vapenembargo mot Afghanistan och FN:s säkerhetsråd hotade med ytterligare sanktioner eftersom talibanerna skyddade terrorister, kränkte de mänskliga rättigheterna och bedrev narkotikahandel.

### USA:s invasion 2001 och fortsatt inbördeskrig

#### USA:s och NATO:s militära aktioner
11 september-attackerna 2001 föranledde USA att ånyo att kräva Usama bin Ladin utlämnad men talibanregimen vägrade göra detta. Afghanistan angreps 7 oktober 2001 av USA och Storbritannien, i det som kallades Operation Enduring Freedom. Amerikanska flygplan genomförde kraftiga bombangrepp som underlättade för Norra alliansen att närma sig Kabul norrifrån. USA satte också in drygt 1000 marksoldater. Talibanerna erbjöd sig efter en vecka att diskutera utlämnande av bin Ladin om USA stoppade bombningarna och kunde presentera bevis för att denne hade planerat attackerna. USA avvisade kravet. Pakistan skickade soldater för att förstärka talibanerna.
I november föll talibanregeringen i Kabul, och 7 december intogs även Mulla Omars  tillflyktsort Kandahar. Talibanerna hade inte längre makten i Afghanistan, men de var inte slagna. En mängd talibankrigare flydde ut till den svårtillgängliga landsbygden och Al-Qaidas ledare undkom till Pakistan. I kriget mot talibanerna samarbetade USA med krigsherrarna i Norra alliansen, som enligt Human Rights Watch hade gjort sig skyldiga till en mängd krigsbrott under inbördeskriget. Bland annat hade den uzbekiske generalen Abdul Rashid Dostums milis genomfört en massaker på 3000 civila  när han återtog Mazar-i Sharif från talibanerna 1997. USA betalade och beväpnade många av de gamla krigsherrarna för att delta i jakten på talibaner och Al-Qaida och utnämnde Dostum och andra hatade krigsherrar till viktiga poster.
I det fortsatta kriget kränkte alla parter både motståndarnas och civilbefolkningens mänskliga rättigheter. De talibaner som tillfångatagits utsattes för grymheter, kvävdes ihjäl i containrar hos Dostum eller massakrerades i amerikanska flyganfall. Alla de krigförande parterna utsatte civilbefolkningen för mycket lidande. USA:s bomber har träffat bröllopssällskap, skolelever och sjukvårdsinrättningar, om man använde klusterammunition och utarmat uran. En mängd odetonerade sprängladdningar gjorde vägar och fält livsfarliga. Människor utsattes för husrannsakningar och kränkande kroppsvisiteringar.
Den militära invasion som störtade talibanregimen välkomnades av stora delar av Afghanistans befolkning, men gradvis förändrades välkomnandet till tveksamhet och så småningom till utbrett avståndstagande. USA:s stöd till krigsherrarna i Norra alliansen skapade en känsla av marginalisering bland pashtunerna och gjorde att människor på nytt började vända sig till talibanerna för beskydd. Befolkningen reagerade mot de utländska soldaternas bristande förståelse och respekt för deras religion och kultur, och den utländska närvaron i landet uppfattades inte som befriare utan som en USA-ledd ockupation. Detta underlättare rekrytering till det framväxande väpnade motståndet.
USA ökade sina trupper till 10 000 i december 2003 och 50 000 år 2008. År 2010 fanns det 100 000 amerikanska soldater och ytterligare 50 000 allierade utländska soldater i Afghanistan. Sedan 2011 har antalet amerikanska soldater gradvis minskats och uppgick hösten 2019 till cirka 10 000 man.
De utländska trupperna var under 2001–2014 av två principiellt olika slag:
- OEF (Operation Enduring Freedom) med syfte att offensivt föra krig mot terrorister. Flera nationer medverkade, men USA dominerade klart.
- ISAF (International Security Assistance Force) med fredsbevarande och stabiliserande syfte. ISAF hade mandat från FN.s säkerhetsråd men leddes inte av FN. Inledningsvis leddes Isaf av ett land i taget, men och 2003 tog Nato över ledningen. Totalt medverkade 47 olika länder, däribland Sverige.[26]

Sedan 2008 leddes både OEF och ISAF av en amerikansk general som kunde styra upp och samordna aktionerna.
2015 avslutades ISAF och OAF och ersattes av en ny NATO-ledd insats med namnet RSM (Resolute Support Mission), med framför allt amerikansk militär personal. Dess viktigaste uppgift var att utbilda, träna och ge råd till de afghanska säkerhetsstyrkorna. USA:s uttalade syfte (2017) var att "säkerställa att Afghanistan aldrig mer blir en säker fristad för terrorism". Under 2017 utökade USA luftkriget kraftigt och fällde över 4000 bomber.
Totalt har mer än 775 000 amerikanska soldater tjänstgjort i Afghanistan under perioden 2001–2019, många av dem i flera omgångar. USA:s försvarsdepartement anger att 2300 soldater har dödats och 20 000 sårats i strid. I december 2019 avslöjade tidningen Washington Post att ledande generaler, politiker och statstjänstemän under denna tid medvetet förde den amerikanska allmänheten bakom ljuset genom att hävda framgångar som inte stämde med verkligheten och genom att förneka att kriget inte gick att vinna. Tvärt emot sina uttalade intentioner och sina försäkringar till allmänheten har man inte lyckats bromsa korruptionen eller opiumhandeln och inte heller lyckats bygga upp en fungerande afghansk militär- eller poliskår. I mars 2011 uppskattade USA att det fanns runt 25 000 talibaner i regionen. I december 2019 uppskattade samma källa att antalet talibaner hade ökat till närmare 60 000.
Chefen för FN:s Afghanistaninsats (Unama) Tadamichi Yamamoto angav i december 2019 att minst 100 000 civila hade dödats eller skadats i kriget sedan 2009 när Unama började dokumentera dödsfall och skador bland civilbefolkningen. Tusentals afghanska poliser har dödats årligen, vilket är två till tre gånger flera än dödade afghanska militärer.

#### Hamid Karzai som president 2002–2014

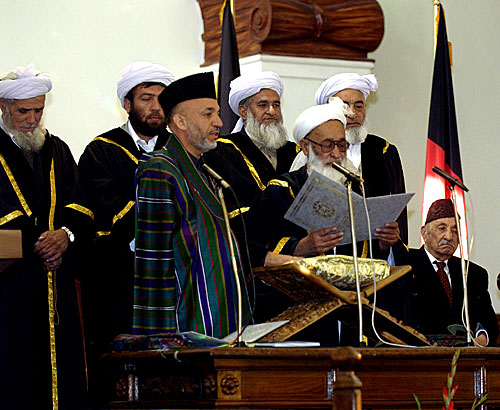
Hamid Karzai svärs in som president 7 december 2004.

USA började direkt efter invasionen att aktivt söka efter ledare som kunde ta över styret av landet. Norra alliansens politiske ledare Rabbani var fortfarande Afghanistans president i omvärldens ögon men USA ville hitta en kandidat som kunde vinna bredare stöd bland talibanernas sinsemellan oeniga motståndare. Det fanns ett visst stöd för att återinsätta exkungen Zahir Shah, som levt i exil men nu återkommit till landet.- I slutet av 2001 enades afghanska ledare, talibanmotståndare, vid en konferens i Bonn om att bilda en interimsregering under Hamid Karzai, sonen till en pashtunsk stamhövding som hade ingått i kungens regering. 2002 hölls ett traditionellt Loya jirga för att dra upp riktlinjer för landets framtid och Karzai utsågs till interimspresident. Landets nya författning trädde i kraft 4 januari 2004 och fastslog att Afghanistan är en islamisk republik.
Presidentval hölls 9 oktober 2004. Över 10 miljoner afghaner registrerade sig för att rösta. 17 kandidater utmanade interimspresident Karzai. Flera av dessa hävdade att valfusk förekom och manade till valbojkott. En oberoende kommission fastslog att valfusk hade förekommit, dock inte i en sådan omfattning att valets utgång hade påverkats. Karzai fick 55,4 procent av rösterna. Valet var det första i Afghanistan sedan val till parlamentet 1969. Etnisk tillhörighet spelade stor roll vid röstningen. I Karzais regering ingick medlemmar ur Norra alliansen och andra regionala och etniska grupper, med en relativt stor medverkan av tadzjiker. Detta ledde till missnöje bland pashtunerna, som är Afghanistans största folkgrupp och som traditionellt haft makten i landet.
2009 återvaldes Karzai i ett nytt presidentval där valdeltagandet var betydligt lägre och det förekom rapporter om utbrett valfusk. Karzai kandiderade tillsammans med vicepresidenterna Fahim (tadzjik) och Khalili (hazara), båda med en bakgrund som krigsherrar. Karzai fick stanna på presidentposten efter att den främsta motkandidaten Abdullah Abdullah drog sig ur och en andra valomgång ställdes in.

#### Ashraf Ghani som president från 2014
2014 hölls ett nytt presidentval. De två huvudkandidaterna var pashtunen Ashraf Ghani och tadzjiken Abdullah Abdullah, som båda hade ingått i Hamid Karzais regering. Efter en utdragen process med ömsesidiga beskyllningar om valfusk fastställdes ett valresultat genom förhandlingar ledda av USA:s utrikesminister John Kerry. Ghani blev president, med de befogenheter som konstitutionen ger presidenten, medan Abdullah blev chefsminister, en post som inte nämns i konstitutionen. Resultatet blev en regering där de båda ledarna delade på departementen och där samarbetet och koordineringen fungerade dåligt.
Regeringen har ända sedan USA-invasionen 2001 varit beroende av NATO-styrkor för att behålla makten. År 2019 uppskattade Svenska Afghanistankommittén att talibanerna fanns i nästan hela landet och att regeringen och talibanerna vardera kontrollerade 20–30% av landet medan övriga områden var föremål för konstanta aktiva dispyter. Även IS och andra upprorsgrupper agerar i landet. Sommaren 2019 förhandlade USA med talibanerna om ett tillbakadragande av amerikanska trupper, men utan att komma till någon överenskommelse. Inbördeskriget fortsatte, och hösten 2019 präglades av kraftigt ökat våld, som ofta riktade sig mot civila.

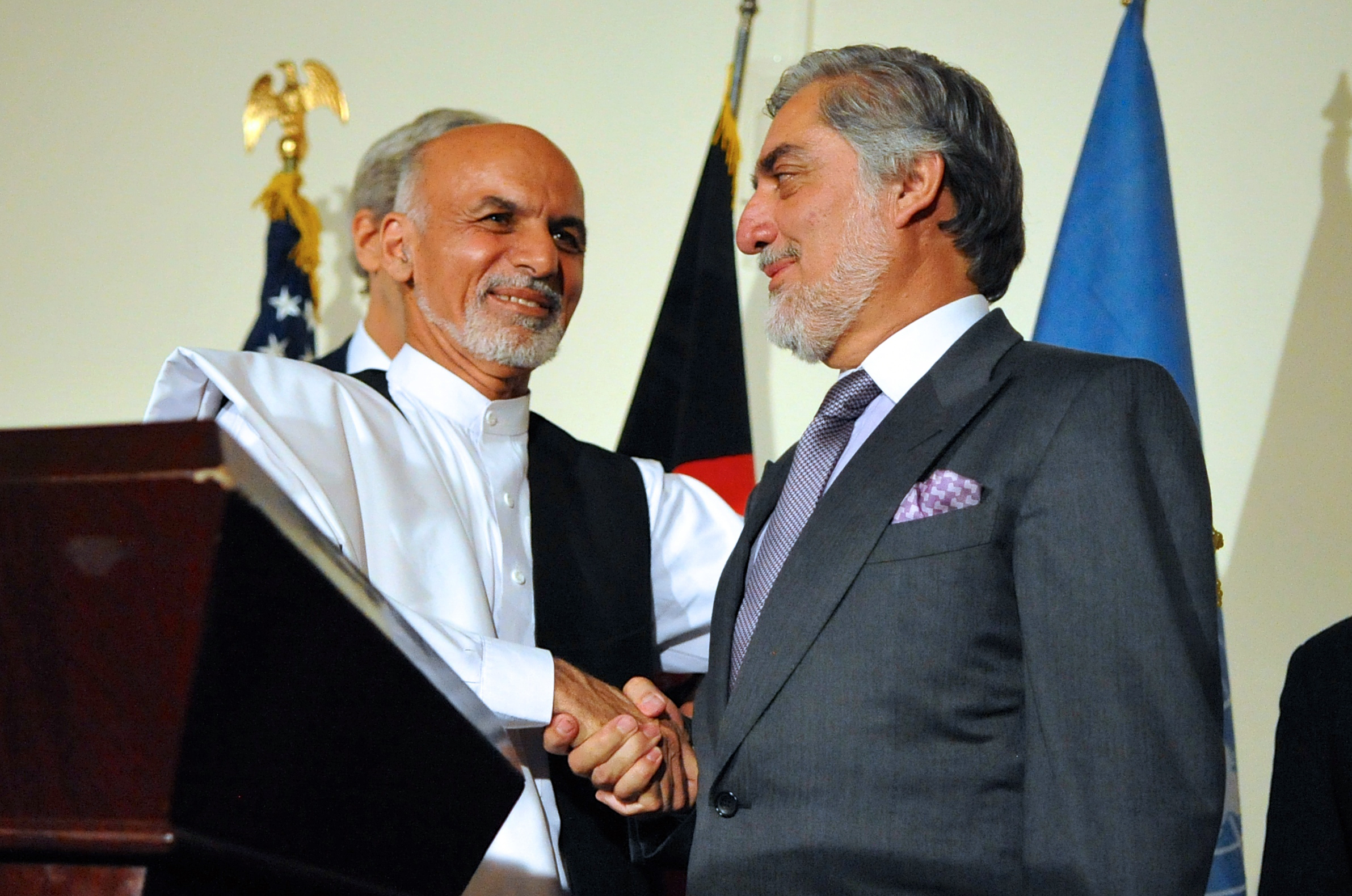
Ashraf Ghani (till vänster) och Abdullah Abdullah 2014.

I september 2019 hölls ett nytt presidentval, efter att ha skjutits upp flera gånger. Endast 1,8 av 9,6 miljoner registrerade väljare deltag i valet. Huvudkandidaterna, president Ashraf Ghani och chefsministern Abdullah Abdullah, utropade sig båda som segrare. Först i december 2019 tillkännagavs ett preliminärt resultat som innebar att Ghani fått 50,64 procent av rösterna och därmed vunnit valet utan en andra valomgång. Abdullah Abdullah kom på andra plats med 39,5 procent av rösterna. I februari 2020 presenterades samma resultat som definitivt. Abdullah underkände det med hänvisning till valfusk och sade sig vilja bilda en skuggregering.
I februari 2020 undertecknades ett avtal mellan USA och talibanrörelsen. Avtalet innebär att USA ska dra tillbaka alla sina trupper inom 14 månader, och att talibanerna inte ska genomföra angrepp mot Kabulregimen eller civila och inte tillåta terrorgrupper att använda talibankontrollerade områden som bas för attacker mot Västvärlden. Den afghanska regeringen hade inte deltagit i förhandlingarna och president Ghani meddelade att överenskommelsen riskerade att ytterligare underminera den redan svaga regeringens ställning. Han avvisade också den del av avtalet som säger att Afghanistan ska släppa 5000 fängslade talibaner, och menade att sådana beslut ska fattas av den afghanska regeringen och inte av USA.
9 mars 2020 installerades Ashraf Ghani på nytt som president. Samma dag utropade Abdullah sig själv till president, med hänvisning till att Ghani vunnit valet genom fusk. Senare i mars deklarerade USA:s utrikesminister Mike Pompeo att USA drar in 1 miljard dollar i bistånd år 2020 och eventuellt lika mycket år 2021 eftersom de två rivaliserande presidenterna inte kunde enas om en gemensam regering som kunde delta i de planerade fredsförhandlingarna. I maj 2020 träffade de båda rivalerna en överenskommelse om att dela makten och att Abdullah skulle få huvudansvaret för regeringens roll i den USA-ledda fredsprocessen. I överenskommelsen ingick att den tidigare krigsherren och tortyranklagade vicepresidenten Abdul Rashid Dostum blev överbefälhavare (marshal) och fick en post i regeringen.

#### Ekonomi och bidragsberoende
Talibanernas fall 2001 ledde till en kraftig ekonomisk uppgång i Afghanistan, främst på grund av mycket stort internationellt ekonomiskt bistånd. En internationell givarkonferens arrangerades i London den 1 februari 2006 där Afghanistan fick löfte om 10 miljarder amerikanska dollar.
Afghanistan var 2017 Asiens fattigaste land och helt beroende av utländskt bistånd. Enligt Världsbanken kom 96 procent av de offentliga utgifterna från utländska givare.  Det var också (2018) ett av världens mest korrupta länder.

## Talibanerna återtog makten augusti 2021
Våren 2021 drog USA tillbaka större delen av sina trupper i landet. Talibanerna påbörjade en intensiv offensiv. Under första halvan av augusti erövrade de i snabb takt de största städerna och intog Kabul den 15 augusti. President Ghani lämnade landet och talibanerna utropade en ny stat, Islamiska emiratet Afghanistan. Talibanerna tillsatte en regering under ledning av Mohammad Hassan Akhund och genomförde stora förändringar i landets administration och lagar. Den nya staten är (maj 2024) inte internationellt erkänd.